# Linkin Park
Linkin Park (LP) – amerykański zespół muzyczny wykonujący szeroko pojętą muzykę rockową i metalową.
Powstał w 1996 roku w Agoura Hills w Kalifornii, a sławę zyskał w 2000 roku po wydaniu pierwszego albumu, Hybrid Theory. Od tego czasu Linkin Park stali się jedną z najpopularniejszych grup w historii muzyki, sprzedając ponad 100 milionów płyt. Linkin Park wydali osiem albumów studyjnych. Stworzyli wiele międzynarodowych przebojów, jak „Numb”, „In the End”, „What I’ve Done”, „Castle of Glass”, „Crawling”, „New Divide”, „Burn It Down”, „Faint”, czy też „Breaking the Habit”. Zdobyli wiele nagród, w tym dwie Grammy. Zespół zawiesił działalność po samobójstwie wokalisty Chestera Benningtona w 2017 roku. Wznowił ją 5 września 2024 roku z nową wokalistką, Emily Armstrong oraz z nowym perkusistą, Colinem Brittainem.

## Historia

### Początki: 1996–2000

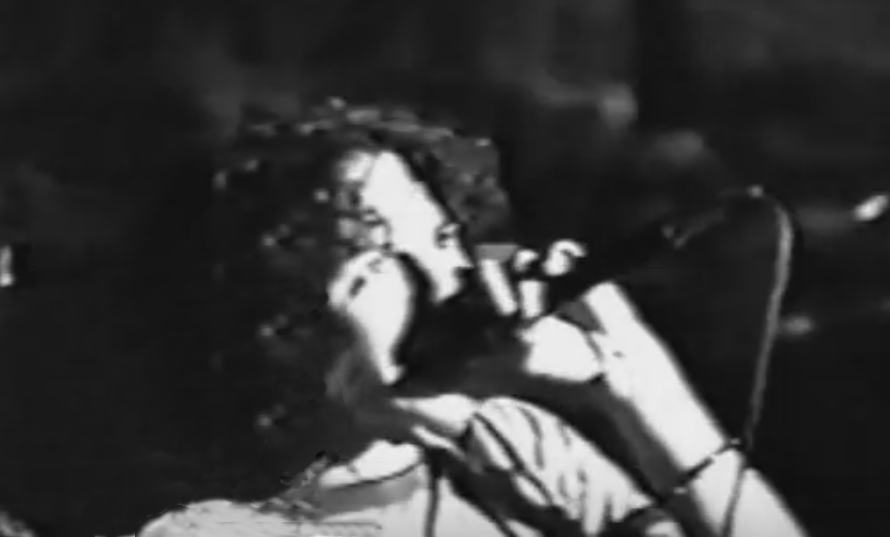
Jeden z wcześniejszych koncertów Benningtona z Grey Daze, 1994 rok

W wieku siedmiu lat młody Rob Bourdon uczył się grać na pianinie, jednak zobaczywszy koncert Aerosmith zafascynował się perkusją. Jego matka znała się z perkusistą grupy, Joeyem Kramerem, który zgodził się nauczyć chłopca grać na instrumencie. W szkole średniej Agoura High School w mieście Agoura Hills Bourdon zaprzyjaźnił się z Mikiem Shinodą oraz Bradem Delsonem. Bourdon i Delson utworzyli swój pierwszy zespół Relative Degree, który grał covery znanych, rockowych utworów z elementami funku i rapu. Formacja rozpadła się, jednak przyjaciele postanowili nie rezygnować z muzyki. Zaoferowali Shinodzie utworzenie nowego zespołu, na co ten zgodził się. Bourdon został perkusistą, Delson gitarzystą, a Shinoda raperem. Rozpoczęli oni poszukiwania innych członków do swojej formacji. Shinoda zaczął studiować na Art Center College of Design w Pasadenie, gdzie zaprzyjaźnił się z DJ-em amatorem, Joem Hahnem, nazywanym „Mr. Hahn”. Namówił go na dołączenie do grupy. Z kolei Delson poznał na Uniwersytecie Kalifornijskim basistę Dave’a Farrella, lepiej znanego jako „Phoenix” i zaoferował mu dołączenie do zespołu, na co ten przystał. Ostatnim członkiem został wokalista Mark Wakefield, szkolny znajomy Shinody. Zaczęli oni tworzyć pierwsze, amatorskie nagrania w sypialni Shinody, w tym zawierające cztery utwory demo zatytułowane Xero. Właśnie taką nazwę, Xero, zdecydowali się przyjąć.
Zespołem zainteresował się producent Jeff Blue, zarządca firmy Zomba Music Publishing zajmującej się prawami autorskimi, który postanowił pomóc zespołowi zdobyć wydawcę, z którego znalezieniem Xero mieli spory problem, do czego przyczyniała się trema Wakefielda. Brak perspektywy na sukces doprowadziły do jego odejścia oraz opuszczenia zespołu przez Phoenixa, który ruszył w trasę z Tasty Snax, grupą grającą chrześcijański punk rock i ska.
Mniej więcej w tym samym czasie z hardrockowo–post grunge’owego Grey Daze odszedł wokalista Chester Bennington słynący z oryginalnego stylu śpiewania. Blue polecił Xero zatrudnienie go, gdyż dostrzegł w nim wielki potencjał. Po latach Blue wspominał:
Dopiero po trzech latach opieki nad grupą znalazłem Chestera Benningtona. Pojechałem na konferencję, podczas której ktoś powiedział mi o wokaliście z Phoenix. Byłem tak zdesperowany, że zadzwoniłem do niego i powiedziałem: „Przesyłam ci kilka piosenek, chcę byś do nich zaśpiewał”. Miał tego dnia urodziny, powiedział, że nie może. Zacząłem mu więc obiecywać, że zespół będzie wielki, prosić... Jednak wyszedł ze swojego przyjęcia, zainstalował się w lokalnym studiu, zaśpiewał i następnego dnia odesłał mi tracki. Kiedy ich posłuchałem w domu, powiedziałem zespołowi, że mają wokalistę. Zajęło to chwilę, przesłuchali kilka innych osób, ale w końcu w składzie wylądował Chester. Byłem tak nieugięty w tej sprawie, że zafundowałem mu przelot do Kalifornii na własny koszt.

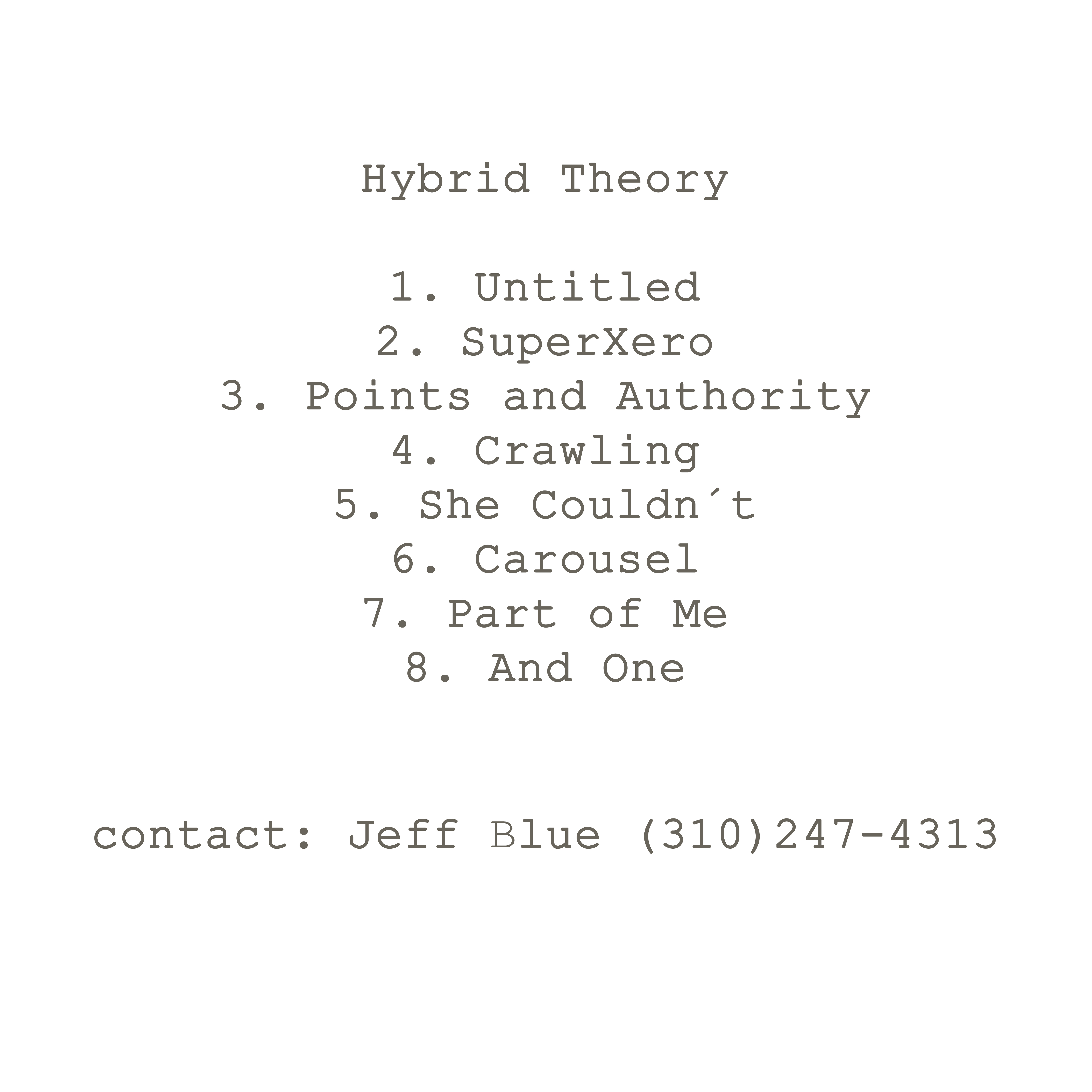
Demo zespołu Hybrid Theory

Tak ukształtował się ostateczny skład zespołu, który postanowił zmienić nazwę na Hybrid Theory. Idea tej nazwy polegała na zaznaczeniu tego, że muzycy grają muzykę nietypową – hybrydę metalu, elektroniki, rapu i alternatywnej. Nazwa okazała się jednak zastrzeżona przez inny zespół, chciano uniknąć problemów prawnych, w związku z czym zrezygnowano z niej (choć nie do końca, biorąc pod uwagę, że tak nazwali pierwszy album). Następnie rozważano różne inne nazwy dla zespołu m.in.: ‘Clear’ (ich ulubiona), ‘Probing Lagers’, ‘Platinum Lotus Foundation’ i ‘Ten PM Stocker’. O ostatnim z tych pomysłów opowiedzieli w jednym z wywiadów Shinoda i Bennington, wspominając o pierwszych próbach zespołu, które odbywały się w mieszkaniu Shinody:
Shinoda: Ściany miały tylko kilka centymetrów: sąsiedzi pewnie myśleli, że dokonuje się u mnie jakaś rzeź! Słychać było w całej okolicy.
Bennington: A my wysłuchiwaliśmy odzywek w stylu: „Jesteście beznadziejni! Zamknąć mordę!”. Co wieczór o dziesiątej zaczynało się walenie w ścianę. Był to dla nas sygnał do odwrotu. O mało nie nazwaliśmy kapeli Ten PM Stocker – sesje miały miejsce przy Stocker Street i kończyły się o dziesiątej.
W końcu zdecydowali się na Lincoln Park (wziętą od Parku Lincolna w Santa Monica, gdzie mieszkał Bennington), ale i ta nazwa była już zajęta, przez zespół z Australii, który posiadał już nawet domenę internetową. Ostatecznie, aby nie zmieniać po raz kolejny całkowicie nazwy zespołu, muzycy przekształcili ją nieznacznie na Linkin Park.
Pierwszym nagranym utworem z udziałem Benningtona była piosenka „And One”. W końcu grupa nagrała cały minialbum zatytułowany Hybrid Theory EP, jednak płyta nie została wydana oficjalnie – nagrano jedynie 1000 kopii. Płyta wyszła 1 maja 1999 roku nakładem małego wydawnictwa Mix Media i zawierała tylko 6 utworów oraz jeden ukryty. Została dobrze oceniona przez krytyków, którzy bardzo pochwalili wokale Benningtona.
Blue zabiegał z całych sił o kontrakt płytowy dla Linkin Park. Odbył około czterdzieści rozmów z przedstawicielami wytwórni, lecz żadna nie była zainteresowana. W jednym z wywiadów Shinoda wytłumaczył brak zainteresowania zespołem:
Sprawdzali nas, lecz nie sądzili, że sposób, w jaki łączymy gatunki, może przynieść sukces. My nie chcieliśmy być rockowi, hiphopowi czy elektroniczni. Chcieliśmy zrobić coś pośrodku, unikając agresywnych, testosteronowych klimatów. Wytwórnie bały się, mówiły: „Testosteron się sprzedaje!”. Odrzuciła nas praktycznie każda z nich.
Ostatecznie, po trzeciej rozmowie z jednym z gigantów branży muzycznej, Warner Bros. Records, Linkin Park zdobyli upragniony kontrakt.

### Hybrid Theoryi sukces: 2000–2003

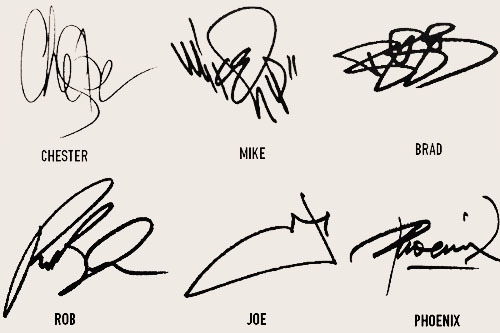
Autografy członków zespołu (2000-2017)

Zespół oficjalnie zadebiutował w 2000 roku płytą Hybrid Theory. Phoenix nie udzielał się na tej płycie, choć napisał do niej parę tekstów. Wiadomo tylko, że Phoenix w tym czasie studiował i nie miał czasu na grę. Na basie grał więc w większości utworów Brad Delson, okazjonalnie zastępowany innymi, tymczasowymi lub studyjnymi basistami. „Zastępczych” basistów zespół miał dwóch, kolejno Kyle’a Christnera i Scotta Koziola. Żaden z nich nie udzielał się już później w zespole. Producentem płyty został Don Gilmore.
Hybrid Theory przyniósł Linkin Park światową sławę i sprzedał się w ponad 30 milionach egzemplarzy, co czyniło go najpopularniejszym albumem debiutanckim w XXI wieku i najlepiej sprzedającym się debiutem od czasów Appetite for Destruction Guns N’ Roses. Album ten doprowadził do szczytu popularności nu metalu i bywa uznawany za najlepszy w całej dotychczasowej dyskografii zespołu.
Hybrid Theory wyróżniono złotą płytą w Singapurze, platynową w Argentynie, Austrii, Brazylii, Finlandii, Francji, na Węgrzech, we Włoszech, w Japonii, Meksyku, Holandii, Polsce, Hiszpanii, Szwecji i Szwajcarii, podwójną platynową w Belgii, potrójną platynową w Niemczech, poczwórnie platynową w Danii, pięciokrotnie platynową w Australii, Kanadzie, Nowej Zelandii i Wielkiej Brytanii, a w Stanach Zjednoczonych dwunastokrotnie platynową. Pomimo tego sukcesu jedynym krajem, w którym Hybrid Theory dotarła do pierwszego miejsca listy sprzedaży jest Nowa Zelandia.
Pierwszym singlem promującym płytę był „One Step Closer” wydany 28 września 2000 roku, który zdobył sporą popularność. 1 maja 2001 roku zostają wydane dwa single: „Crawling” (pierwszy z przebojów grupy, nagrodzony Grammy w kategorii najlepszy hardrockowy występ) oraz „Papercut”. 20 listopada natomiast ma miejsce premiera ostatniego singla – „In the End”. Jest to po dziś dzień jeden z najbardziej rozpoznawalnych i najważniejszych utworów Linkin Park. Dotarł on do drugiego miejsca w zestawieniu Billboard Hot 100, co jest najwyższą pozycją w historii zespołu. Wydane zostały też trzy single promocyjne – „With You”, „Points of Authority” i „Runaway”.
16 stycznia 2001 roku Linkin Park po raz pierwszy wystąpili w amerykańskiej telewizji, grając w programie Late Night with Conan O’Brien „One Step Closer”.
Tego samego dnia, co „In the End” zespół wydał wideo koncertowe Frat Party at the Pankake Festival, które otrzymało złotą płytę w Australii, Brazylii, Wielkiej Brytanii, a platynową w Stanach Zjednoczonych.
1 kwietnia ukazał się singiel grupy The X-Ecutioners złożonej z DJ-ów wirtuozów zatytułowany „It's Goin' Down”, nagrany wspólnie z Mr. Hahnem i Shinodą, który osiągnął sporą rozpoznawalność. Nagraniu towarzyszył teledysk, którym wystąpili niezaangażowani w projekt Bourdon oraz Phoenix, a także wokalista i gitarzysta Static-X, Wayne Static. Ponadto cameo wystąpili Bennington, Delson oraz wiele znanych postaci ze świata muzyki.
7 maja 2002 roku miała miejsce premiera minialbumu In the End: Live & Rare, na którym znajdują się pozycje zarówno studyjne – nowe i z Hybrid Theory, jak i ich wersje koncertowe zarejestrowane w Londynie.
Zawarte na Hybrid Theory piosenki zostały w wersji zremiksowanej umieszczone na wydanej 30 lipca 2002 roku płycie Reanimation, co zostało uznane przez krytykę za typowy przykład „odcinania kuponów”, niemniej, album ten sprzedał się w zawrotnej liczbie miliona egzemplarzy w samych Stanach Zjednoczonych, a na całym świecie sprzedaż wyniosła ponad 1,5 miliona, co czyni go jednym z najlepiej sprzedających się albumów remiksowych wszech czasów. Był promowany przez singiel „Pts.Of.Athrty”.
W 2002 roku Delson i Shinoda założyli własną wytwórnię płytową, Machine Shop Recordings, która od tej pory wydawała wszystkie płyty Linkin Park.

### Meteorai przerwa w działalności: 2003–2006

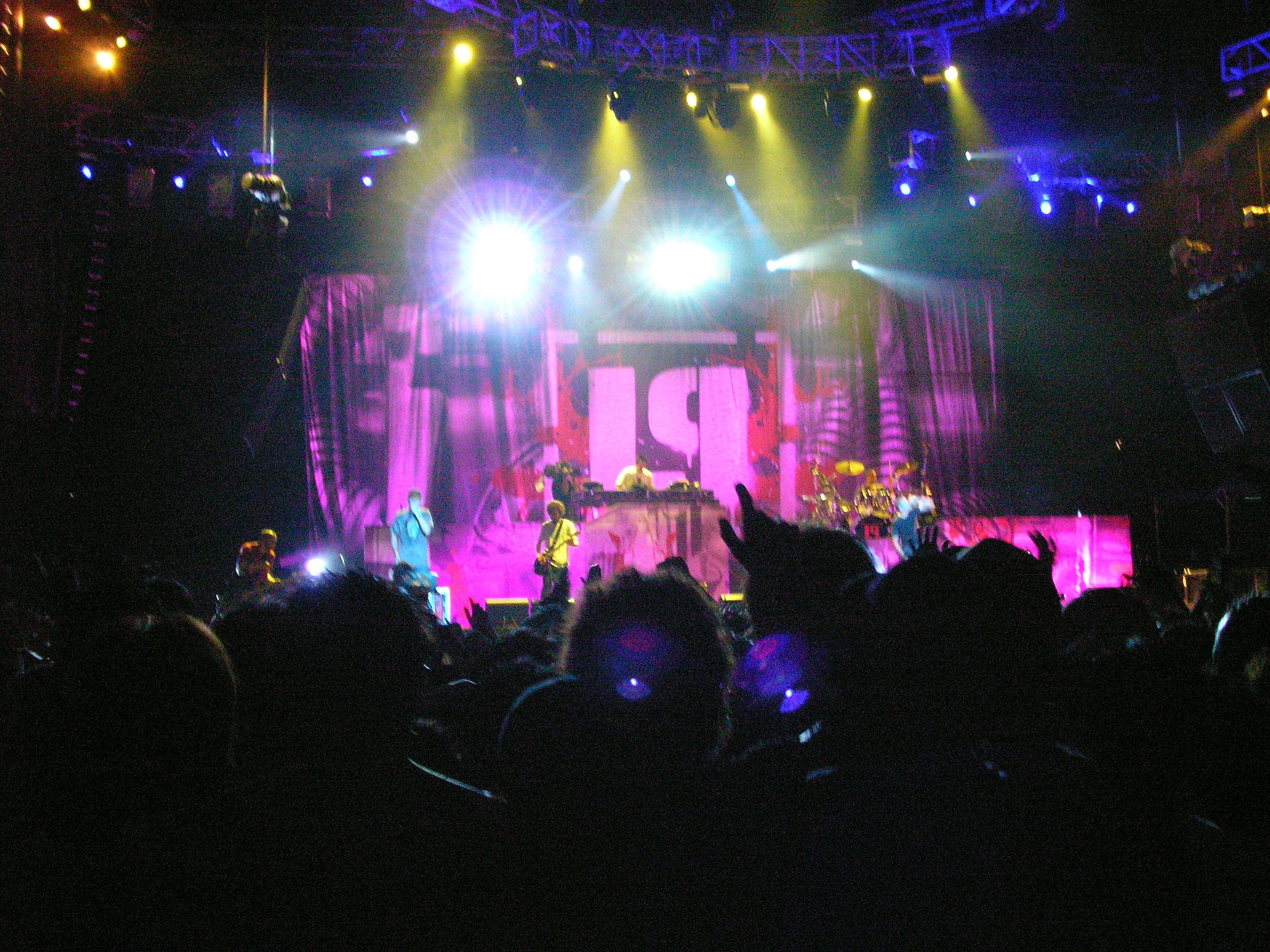
Koncert Linkin Park w 2006 roku

17 marca 2003 roku światło dzienne ujrzał nowy singiel LP zapowiadający drugi album studyjny. Zatytułowano go „Somewhere I Belong” i choć zdobył znaczną popularność, to dotarł on do pierwszego miejsca listy przebojów tylko w Nowej Zelandii, pokrył się srebrem w Wielkiej Brytanii, a złotem we Włoszech i w Australii.
Na kilka dni przed premierą krążka Bennington zapowiedział, że nie spodziewa się, żeby dał on radę powtórzyć niebywały sukces Hybrid Theory. Powiedział:
Ogromny sukces Hybrid Theory jest taki jaki jest – po prostu przytłaczający. Płyta ukazała się we właściwym czasie, gwiazdy były pomyślne i wydarzyło się coś magicznego. Ale raczej nie ma szans, żeby to powtórzyć. Postawmy sprawę jasno – tego nie da się powtórzyć. W moim przekonaniu to także zbyt pompatyczne. Nie spodziewamy się, że mamy aż tylu fanów i że ponownie odniesiemy tak ogromny sukces.
Nowa płyta Linkin Park – Meteora wydana 24 marca 2003 roku – mimo że zawierała zaledwie 36 minut materiału, została przyjęta ciepło przez fanów, jak i krytyków. Producentem ponownie został Don Gilmore. Do albumu dołączono wideo The Making of Meteora przedstawiające kulisy pracy nad albumem. Zespół zapowiedział, że brzmienie nowego albumu będzie dużo cięższe od poprzedniego.
Nazwa Meteora pochodzi od masywów skalnych Meteorów w Grecji (po grecku Μετέωρα, po angielsku Meteora). Zanim jeszcze zaczęły się prace nad płytą, członkowie zespołu zobaczyli ulotkę biura podróży przedstawiającą Meteory. Zrobiły na nich wielkie wrażenie i uznali, że ich nowa płyta musi być równie imponująca. Gdy zakończyli nagrywanie materiału, zdecydowali się zatytułować nowe dzieło właśnie Meteora.
Zespół pracował nad Meteorą bardzo intensywnie. Sesja nagraniowe trwały osiemnaście miesięcy i zaowocowały osiemdziesięcioma utworami, z których wyklarowało się ostatecznie tylko trzynaście.
Płyta zadebiutowała na pierwszych miejscach w 14 krajach: Stanach Zjednoczonych, Wielkiej Brytanii, Słowenii, Japonii, Niemczech, Hiszpanii, Chile, Australii, Indonezji, Irlandii, Norwegii, Szwajcarii, na Tajwanie oraz we Włoszech.
9 czerwca miała premiera drugiego singla. Utworem promującym płytę został „Faint”. Utwór nie dotarł do szczytu zestawień w żadnym kraju, choć otrzymał srebrną płytę w Wielkiej Brytanii i platynową w Stanach Zjednoczonych.
8 września ukazał się trzeci singiel zatytułowany „Numb”, który okazał się jednym z największych przebojów Linkin Park, choć szczyt listy przebojów osiągnął tylko w Grecji. Wyróżniono go złotą płytą w Australii, Kanadzie, Hiszpanii, Japonii i Szwajcarii, platynową w Danii, Nowej Zelandii, Wielkiej Brytanii, dwukrotnie platynową we Włoszech i czterokrotnie platynową w Stanach Zjednoczonych. Utworowi towarzyszył teledysk nakręcony w czeskiej stolicy, Pradze, w tym w archikatedrze Świętych Wita, Wacława i Wojciecha.
18 listopada 2003 roku LP wydali album koncertowy Live in Texas, mający przełamać stereotyp tej grupy jako mistrzów studia, a amatorów sceny.
Czwarty singiel z Meteory, „From the Inside”, miał premierę 12 stycznia 2004 roku i nie otrzymał żadnych wyróżnień, ani nie zatriumfował na światowych listach przebojów. Singlowi towarzyszył teledysk, tak jak poprzedni, nagrany w Pradze podczas, gdy trasa koncertowa Linkin Park dotarła do Czech. Przedstawia on muzyków wykonujących utwór pośród wielkich zamieszek pacyfikowanych przez służby porządkowe.
16 marca jako singel promocyjny wydano piosenkę „Lying from You”, która nie odniosła większego sukcesu na listach przebojów, choć zyskała znaczną popularność w stacjach radiowych.
Instrumentalna kompozycja „Session” z Meteory znalazła się na ścieżce dźwiękowej The Matrix Reloaded: The Album do filmu Matrix Reaktywacja i w 2004 roku została nominowana do nagrody Grammy w kategorii Best Rock Instrumental Performance, jednak przegrała z „Plan B” Jeffa Becka.
14 czerwca ukazał się ostatni, piąty singiel promujący album. Był nim „Breaking the Habit”. W Wielkiej Brytanii singiel nagrodzono srebrną płytą, a w Stanach Zjednoczonych złotą. W jednym z wywiadów Shinoda zdradził, że początkowo utwór ten miał być instrumentalny i trwać dziesięć minut, a do przearanżowania kompozycji namówił go zespół. Skrócił więc muzykę i dopisał tekst zainspirowany uzależnieniem od narkotyków pewnego przyjaciela. 27 lipca 2004 roku wydane zostało wyłącznie w Meksyku wideo Breaking the Habit (DVD) przedstawiające pracę muzyków nad piosenką „Breaking the Habit” oraz dwie wersje teledysku. Pierwsza, najbardziej znana, została wykonana jako anime i została nagrodzona MTV Video Music Award w kategorii wybór widzów. Animacja ta jest ilustracją snów Benningtona.

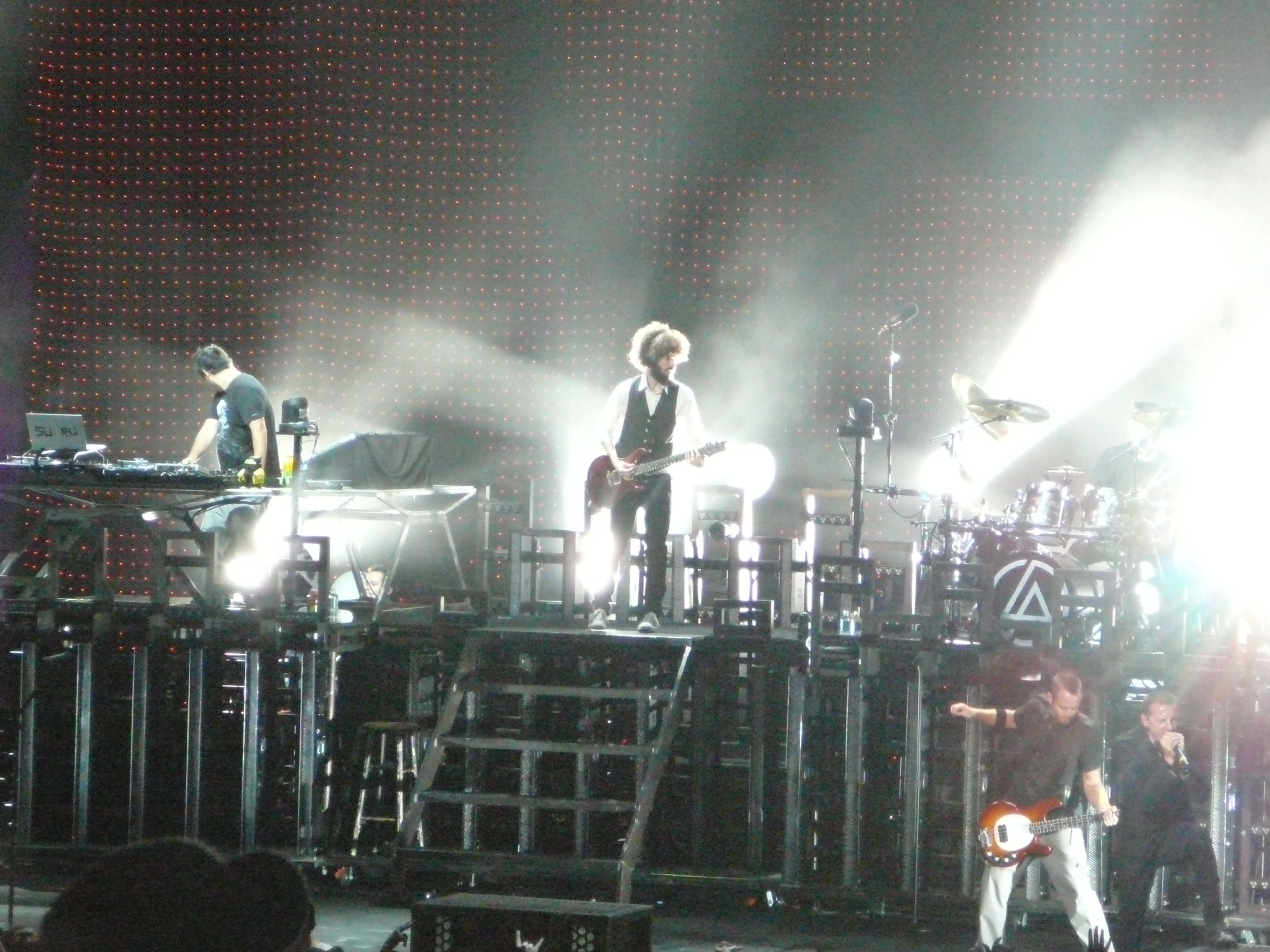
Zespół na koncercie w Mansfield w 2007 roku

30 listopada 2004 roku zespół nawiązał współpracę z raperem Jay-Z. W brytyjskim programie Mash-up, który chcąc zacierać granice między różnymi gatunkami muzycznymi remiksuje utwory bardzo różnych wykonawców Jay-Z, zapytany o to, z kim chce w programie współpracować, odpowiedział, że z Linkin Park. Tym sposobem powstał mashupowy utwór „Numb/Encore”. Zarówno Linkin Park, jak i Jay-Z byli nim tak zafascynowani, że postanowili go wydać. Początkowo miał wyjść tylko singiel, jednak współpraca poszła na tyle dobrze, że wydali w końcu cały minialbum Collision Course. Okazał się on wielkim sukcesem komercyjnym, docierając do pierwszego miejsca w Norwegii i Stanach Zjednoczonych. Wyróżniono go złotą płytą w Austrii, Brazylii, Danii, Francji, Hongkongu, Japonii i Portugalii, platynową w Australii, Niemczech, Nowej Zelandii, Szwajcarii i Wielkiej Brytanii, a podwójnie platynową w Kandzie, Irlandii i Stanach Zjednoczonych. Jay-Z do dzisiaj jest przyjacielem zespołu (np. został później producentem płyty Fort Minor, The Rising Tied).
W 2005 roku zespół oficjalnie „odpoczywał”, jednak na początku roku Mike Shinoda zapowiedział powstanie nowego zespołu hip-hopowego Fort Minor, gdyż jak powiedział, tęsknił za swoimi korzeniami. Obok Shinody grupę tworzyli muzycy z zespołu Styles of Beyond. 22 listopada wydali płytę The Rising Tied promowaną przez cztery single. Wydawnictwo okazało się ogromnym sukcesem, w samych Stanach Zjednoczonych sprzedając się w liczbie ponad miliona egzemplarzy, za co wyróżniono je platynową płytą, natomiast złotą otrzymało w Australii i Japonii. Shinodzie udało się stworzyć dwa olbrzymie przeboje, „Where'd You Go” (4 miejsce na liście przebojów w USA i platynowa płyta) i „Remember the Name” (ponad 200 milionów wyświetleń w serwisie YouTube).
W tym samym roku również Chester Bennington powiadomił o powstawaniu swojego solowego projektu, Dead by Sunrise, który stanowił odejście od metalowego brzmienia w stronę hard rocka. W ramach Dead by Sunrise Bennington połączył siły z muzykami grupy Orgy, Ryanem Shuckiem i Amirem Derakhem. 13 października 2009 roku zespół wydali swój jedyny album Out of Ashes promowany przez trzy single. Solowy projekt Benningtona nie zdobył jednak takiej popularności, jak ten Shinody.

### Minutes to Midnight: 2006–2010
6 grudnia 2006 roku Mr. Hahn ogłosił, że zespół pracuje nad nową płytą, której producentem, oprócz Shinody, ma zostać Rick Rubin. Na stronie internetowej zespołu napisał:
Na razie znajdujemy się w eksperymentalnej fazie pracy nad płytą. Nie mamy konkretnego kierunku i staramy się być tak eklektyczni, jak to możliwe. Później przekonamy się, co z tego, co napiszemy, obroni się. (...) Wybraliśmy Ricka Rubina, ponieważ jego zasługi mówią wiele o tym co potrafi, o jego otwartości.

Rubin to jeden z najsłynniejszych producentów świata muzyki, współpracował z takimi sławami, jak Slayer, Red Hot Chili Peppers, Johnny Cash, System of a Down, Rage Against the Machine, Audioslave, Run-D.M.C., Beastie Boys czy Slipknot. Trzeci album Linkin Park miał nosić tytuł Minutes to Midnight. Zespół twierdził, że będzie to najlepsza z dotychczasowo wydanych płyt zespołu i zatrze wszelkie stereotypy na ich temat.

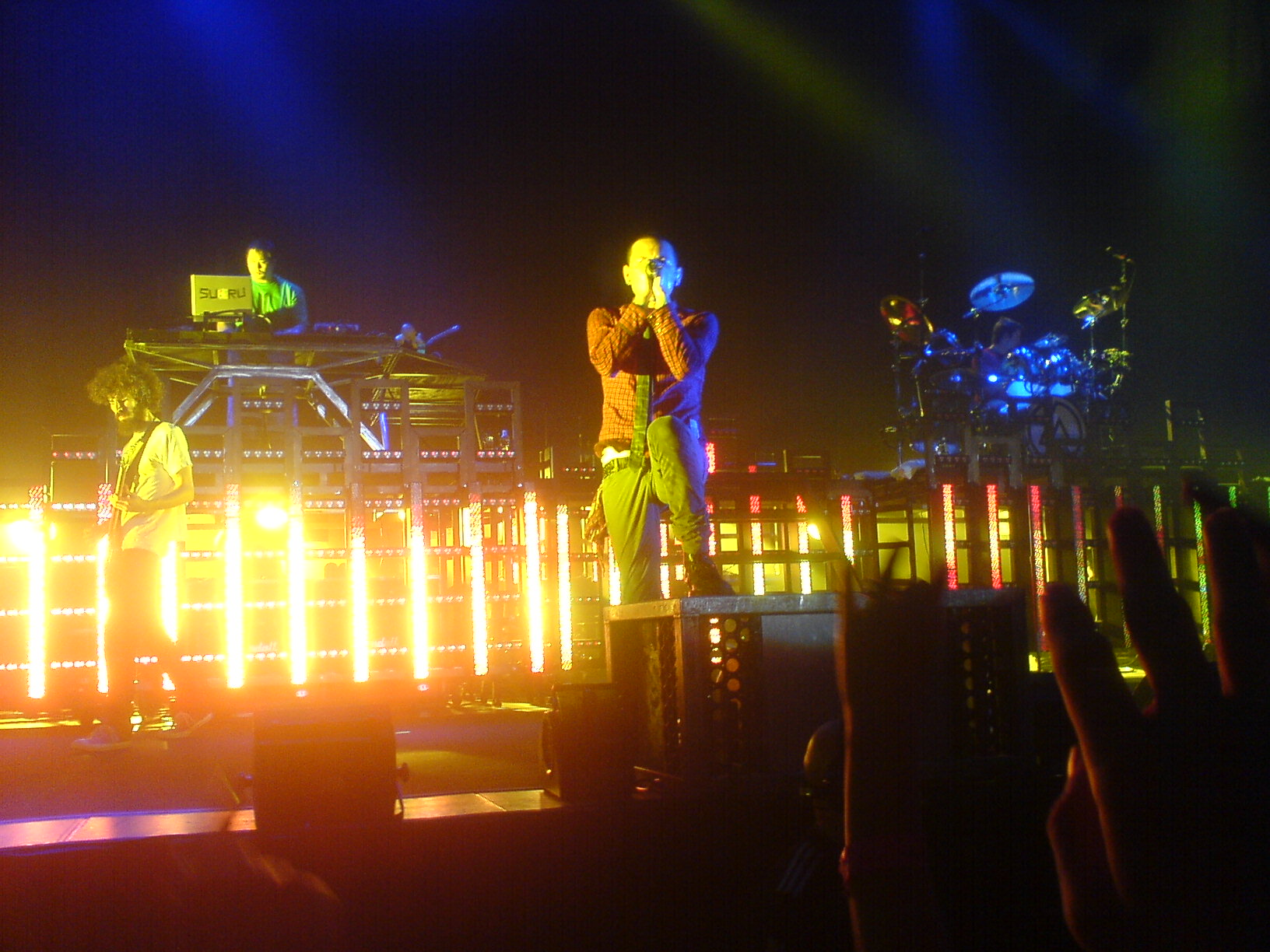
Koncert zespołu w Pradze w 2007 roku

W marcu 2007 roku Linkin Park zagrali na festiwalu AOL Sessions trzy nowe piosenki („What I’ve Done”, „No More Sorrow”, „Given Up”). Była to zapowiedź, że nowy materiał jest gotowy i zbliża się premiera nowej płyty.
Premiera pierwszego singla zapowiadającego krążek, „What I’ve Done”, odbyła się 2 kwietnia. Utwór stał się jednym z największych przebojów Linkin Park. Choć dotarł do pierwszego miejsca list przebojów jedynie w Kanadzie i Finlandii, to otrzymał złotą płytę w Niemczech, Japonii, Nowej Zelandii i Szwecji, platynową w Szwajcarii, Wielkiej Brytanii i we Włoszech, a pięciokrotnie platynową w Stanach Zjednoczonych. Został on nominowany do nagrody Grammy w kategorii Best Hard Rock Performance, lecz przegrał z „War Machine” AC/DC. „What I’ve Done” oraz nagrany przez Mike’a Shinodę i Styles of Beyond utwór „Second to None” zostały wykorzystane w filmie Transformers z 2007 roku („Second to None” wyłącznie na potrzeby tej produkcji, choć występuje w niej tylko jedno zdanie z piosenki). Obie kompozycje znalazły się na ścieżce dźwiękowej Transformers: The Album, a „What I’ve Done” stał się równocześnie singlem promującym wydawnictwo.
4 maja 2007 roku Minutes to Midnight wyciekł do Internetu, a został wydany dziesięć dni później. Choć na płytę trafiło ostatecznie 12 utworów, Delson zdradził, że podczas długich sesji nagraniowych powstało ich dużo więcej:
To był półtoraroczny proces naprawdę ciężkiej pracy i eksperymentów w studiu. Zaowocowało to ponad setką utworów...
Minutes to Midnight okazał się olbrzymim sukcesem komercyjnym, sprzedając się na całym świecie w ponad 20 milionach egzemplarzy.
Drugim singlem z albumu Minutes to Midnight jest „Bleed It Out” wydany 20 sierpnia. Utwór stał się jedną z najsłynniejszych dzieł Linkin Park, acz powstał przez przypadek, podczas improwizacji w studiu. Charakterystyczny riff powstały, gdy Delson przez przypadek zagrał źle kilka dźwięków. Shinoda postanowił dopisać do melodii tekst, lecz kolejne wersje (było ich ponoć niemal sto) nie podobały się zespołowi. Gdy w końcu powstały satysfakcjonujące zespół słowa, zirytowany Shinoda dopisał pierwszy wers „Yeah, here we go for the hundredth time” („Ta, jedziemy z tym setny raz”).
Trzecim singlem został natomiast „Shadow of the Day”. Ukazał się 16 października 2007 roku. Piosenka okazała się być przebojem i choć na szczycie listy przebojów znalazł się tylko w Wenezueli, to w Stanach Zjednoczonych wyróżniono go podwójną platyną, a złotem w Niemczech, Szwajcarii i Nowej Zelandii. Utworowi towarzyszył zrealizowany z rozmachem, pełen symboliki teledysk w reżyserii Mr. Hahna: tytuł albumu, Minutes to Midnight odnosi się do minut do północy wskazywanych przez Zegar Zagłady, gdzie północ oznacza zagładę świata. W teledysku Bennington budzi się o 23:55, a „Shadow of the Day” jest piątą pozycją na albumie. Następnie wychodzi na dwór, gdzie toczone są walki uliczne między ludźmi a siłami porządkowymi (tak jak w teledysku do „From the Inside”). Zamieszki przybierają na sile, w kierunku funkcjonariuszy lecą koktajle Mołotowa, a oni odpowiadają strzelaniem. Nagranie kończy się po czterech minutach, zostawiając minutę do północy. Wideo zebrało pochlebne oceny krytyków, docierając na listę najlepszych teledysków roku.

1 listopada 2007 roku Linkin Park otrzymał nagrodę w kategorii „Najlepszy zespół” na MTV Europe Music Awards.

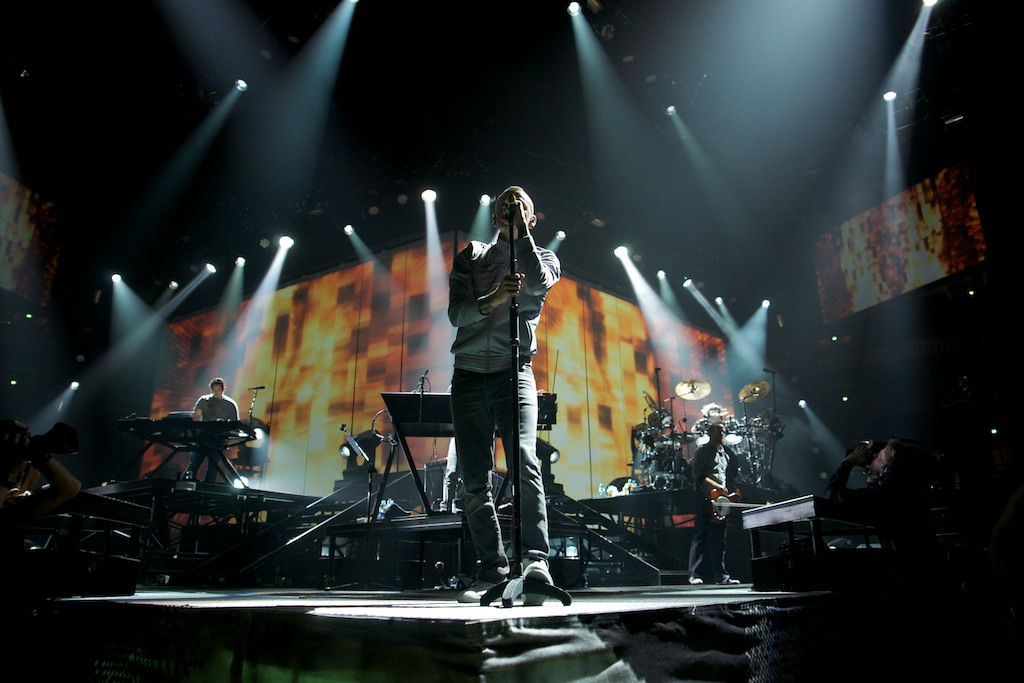
Koncert Linkin Park w Dortmundzie w 2010 roku

Czwartym singlem z Minutes to Midnight jest „Given Up”, który ukazał się 17 lutego 2008 roku. Utwór został wykorzystany w zapowiedzi filmu Adrenalina 2. Pod napięciem, w którym Bennington pojawił się cameo, a także w filmie Red 2. Spośród wszystkich singli z albumu, ten odniósł najmniejszy sukces, a jego jedynym wyróżnieniem była złota płyta w USA.
Piątym i ostatnim singlem został „Leave Out All the Rest”, który trafił do ścieżki dźwiękowej filmu Zmierzch.
29 kwietnia 2008 roku wydany został singiel Busty Rhymesa z gościnnym udziałem Linkin Park zatytułowany „We Made It”. Pomimo że sygnowano go nazwą całego zespołu, w nagraniach wzięli udział tylko Delson, Shinoda i Bennington.
27 listopada ukazał się minialbum Songs from the Underground zawierający utwory wydane wcześniej na minialbumach przeznaczonych dla członków fanklubu zespołu, Linkin Park Underground. Wyjątkiem jest cover „Hunger Strike” grupy Temple of the Dog nagrany z jej autorem, Chrisem Cornellem.
Następnego dnia zespół wydał kolejny album koncertowy, Road to Revolution: Live at Milton Keynes, który wyróżniono srebrną płytą w Wielkiej Brytanii, złotą we Włoszech w Nowej Zelandii i Szwajcarii, a platynową w Niemczech i Portugalii.
4 września 2008 roku w serwisie YouTube pojawiła się będąca satyrą na wybory prezydenckie w USA (a konkretnie kandydata Baracka Obamę) piosenka „Barack Your World”, której wykonawcą była grupa White Pegacorn. 19 października pojawił się też teledysk z kukiełkami, a zespół otrzymał kanał na YouTube, który jako członków formacji wymieniał wokalistę Ricka Pegacorna, gitarzystę i wokalistę Rippera, basistę Dantego Dangera i perkusistę Deathwisha. Następnego dnia jednak jeden ze współpracowników Linkin Park, Ken Van Druten, zdradził, że twórcami fikcyjnego White Pegacorn byli Shinoda i dawny wokalista Xero, Mark Wakefield. Sam Shinoda potwierdził, że to oni stworzyli „Barack Your World”, określając utwór mianem piosenki-żartu, jakie nagrywał ze swoim przyjacielem Wakefieldem w weekendy, gdy chodził do szkoły. Powiedział też, że nie spodziewa się albumu White Pegacorn, zaznaczył jednak, że nie może nic wiedzieć, gdyż zespół ten jest bardzo tajemniczy.
18 maja 2009 roku zaprezentowano singiel „New Divide”, który promował ścieżkę dźwiękową do filmu Transformers: Zemsta upadłych zatytułowaną Transformers: Revenge of the Fallen – The Album. Mike Shinoda zaznaczył, że nie ma on nic wspólnego z nowym albumem. „New Divide” dołączył do grona największych przebojów Linkin Park, zdobywając złotą płytę w Niemczech, Japonii, Wielkiej Brytanii, platynową w Kanadzie, Australii i Nowej Zelandii, a potrójnie platynową w Stanach Zjednoczonych. Pierwsze miejsce osiągnął na listach przebojów w Polsce, Belgii, Finlandii i Kanadzie. Utworowi towarzyszył nowatorski teledysk pełen efektów specjalnych wyreżyserowany przez Mr. Hahna. Nakręcono go w egipskiej jaskini, w której zespół występuje na tle martwych transformerów. W wielu scenach kontury muzyków zostały poddane efektowi pikselizacji, po czym wykonano różne animacje, w innych sfilmowano grupę kamerą termowizyjną. Komputerowo dodano też postać Phoenixa, który nie pojawił się na planie teledysku, gdyż złamał nadgarstek. Sama piosenka zdobyła uznanie krytyków, chwalono zwłaszcza imponujące wokale Benningtona.

### A Thousand Suns: 2010–2012

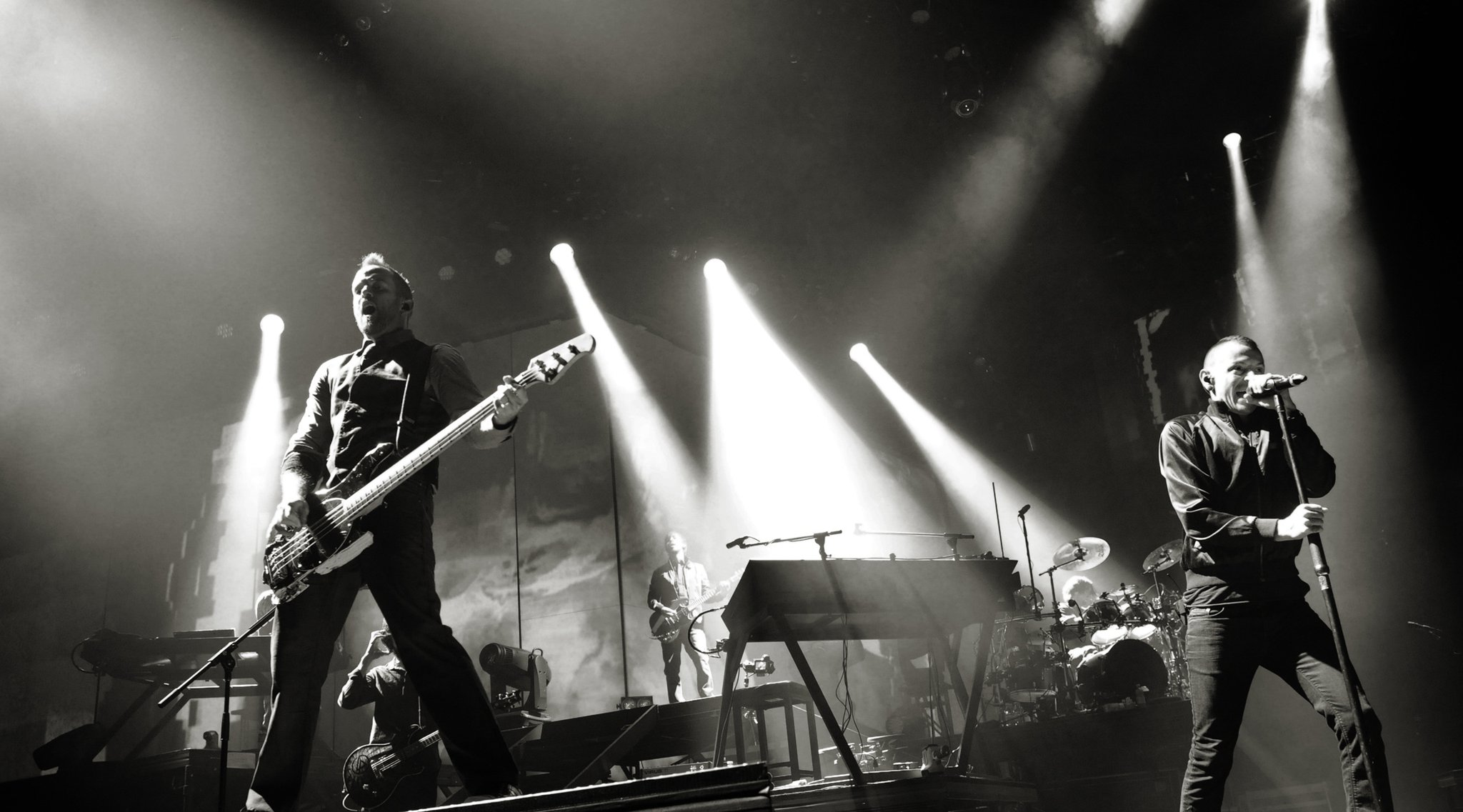
Linkin Park koncertujący w Berlinie w październiku 2010 roku

19 lutego 2010 roku swą premierę miał nowy singiel Linkin Park „Not Alone”, powstały w związku z akcją fundacji zespołu Music For Relief „Download To Donate For Haiti”. Dochody z akcji (200 tysięcy dolarów – stan na 6 kwietnia 2010 roku) trafiły do ofiar styczniowego trzęsienia ziemi na Haiti. W akcji oprócz Linkin Park udział wzięli artyści tacy jak: Slash, Beth Hart, Peter Gabriel, Alanis Morissette, Lupe Fiasco, Hoobastank, The All-American Rejects, Enrique Iglesias i Dave Matthews Band.
30 kwietnia 2010 roku odbyła się premiera gry na iPhone’y, iPody Touch i iPady zatytułowanej 8-Bit Rebelion wyprodukowanej przez Linkin Park, której wydawcą jest Artificial Life. Po przejściu gry w nagrodę będzie można usłyszeć utwór „Blackbirds”, który jest b-sidem z albumu Minutes to Midnight. Muzykę do gry stworzyli Linkin Park.
9 lipca 2010 roku zespół ogłosił konkurs pod nazwą „Linkin Park Featuring YOU”, który polegał na zmiksowaniu fragmentów nieopublikowanego jeszcze utworu „The Catalyst”. Uczestnicy mieli do dyspozycji 5 materiałów udostępnionych przez zespół (fragment wokalu, fragment zagrany na pianinie, keyboardzie, perkusji klasycznej oraz elektrycznej). W konkursie wzięło udział ponad 16 tysięcy osób. Zwycięzcą konkursu został Polak, Czesław „NoBraiN” Sakowski, nauczyciel języka angielskiego ze Świdnicy. Utwór został wydany na specjalnej wersji singla zatytułowanej „The Catalyst (feat. NoBraiN)”. Oryginalność remiksu zrobiła na Linkin Park tak duże wrażenie, że Shinoda konsultował z Sakowskim część zmian w materialne z nowej płyty.

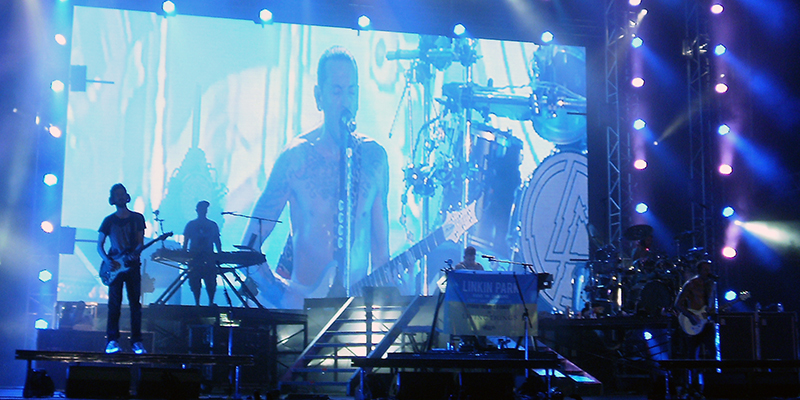
Koncert na festiwalu ProstoRock w 2012 roku

2 sierpnia miała miejsce premiera pierwszego singla z nowego albumu, „The Catalyst”. Nie okazał się on wielkim sukcesem i nie dotarł do szczytu listy przebojów w żadnym kraju, a jedynym uzyskanym przezeń certyfikatem była złota płyta w USA.
13 września 2010 roku odbyła się premiera nowej płyty zatytułowanej A Thousand Suns. Po raz kolejny udało się grupie nagrać przebój, albowiem album dotarał do szczytów list przebojów w Stanach Zjednoczonych, Australii, Austrii, Czechach, Kanadzie, Niemczech, Szwajcarii, Włoszech, Nowej Zelandii i Portugalii. Ponadto pozycję wyróżniono złotą płytą w Austrii, Brazylii, Danii, Francji, Finlandii, posiadających wspólną listę państwach GCC, Irlandii, Japonii, Szwajcarii i Nowej Zelandii, potrójnie złotą w Niemczech, a platynową w USA, Wielkiej Brytanii, Rosji, Portugalii, Polsce, Australii, Kanadzie i we Włoszech.
7 listopada 2010 roku zespół pojawił się na gali rozdania nagród EMA (Europe Music Awards) w Madrycie i odebrali na niej nagrodę w kategorii – Najlepszy Wykonawca Koncertowy. Natomiast rok później 6 listopada 2011 roku w Dublinie w kategorii Najlepszy wykonawca rockowy, a w 2012 roku we Frankfurcie zdobyli EMA dla najlepszego wykonawcy.

### Living Things: 2012–2014

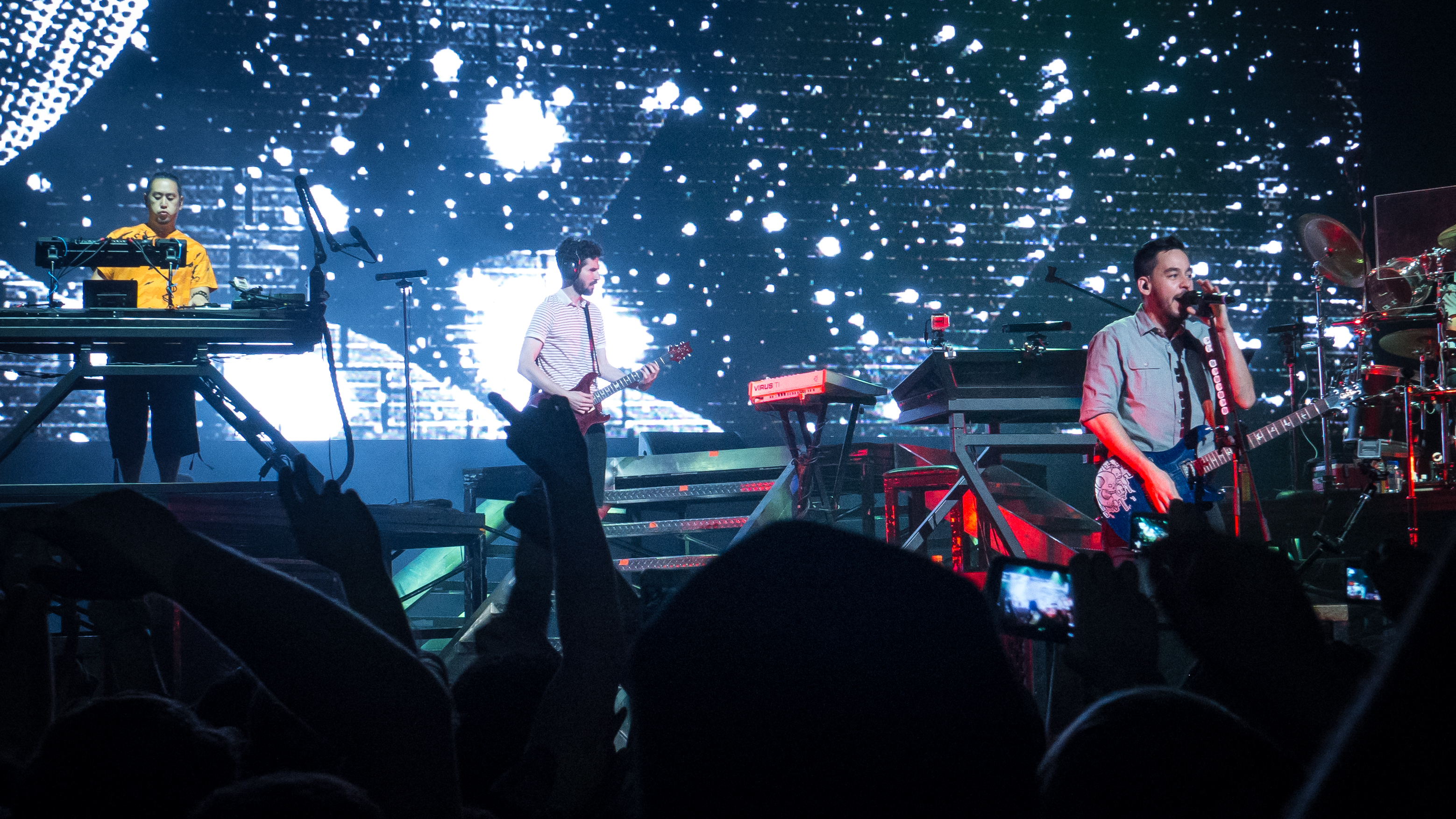
Linkin Park na koncercie w 2013 roku

16 kwietnia 2012 roku opublikowany został singiel zespołu pod tytułem „Burn It Down” promujący album pod tytułem Living Things. „Burn It Down” stał się jednym z największych przebojów zespołu, choć dotarł do pierwszego miejsca list przebojów tylko w trzech państwach: Libanie, Polsce i Luksemburgu. Niemniej singiel wyróżniono srebrną płytą w Wielkiej Brytanii, złotą w Austrii i Danii, platynową w Niemczech, Szwajcarii i we Włoszech, a w Stanach Zjednoczonych „Burn It Down” uhonorowano podwójną platyną, gdyż w samych Stanach Zjednoczonych sprzedał się w ponad dwóch milionach egzemplarzy. W celu promocji utworu, jak i albumu, Linkin Park połączyli siły z zespołem wyścigów samochodowych Lotus F1 i 24 maja wydali wspólnie grę na iPady Linkin Park GP, w której jeżdżąc samochodem Lotus E20 i wchodząc w interakcję z otoczeniem można tworzyć remiksy „Burn It Down”.
W dniu wydania pierwszego singla Linkin Park ujawnili również datę wydania krążka, który na sklepowych półkach pojawił się 25 czerwca 2012 roku (26 czerwca w USA). Living Things osiągnął pierwsze miejsce na listach sprzedaży w 19 krajach: w Austrii, Kanadzie, Czechach, Danii, Holandii, Finlandii, Niemczech, na Węgrzech, we Włoszech, w Indiach, Nowej Zelandii, Polsce, Portugalii, Rosji, Słowacji, Szwajcarii, na Tajwanie, w Wielkiej Brytanii i Stanach Zjednoczonych. Album wyróżniono złotą płytą w Danii, Australii, Finlandii, Japonii, Nowej Zelandii, Polsce, Rosji i Wielkiej Brytanii, podwójnie złotą w Indiach, platynową w Austrii, Francji, Szwajcarii, Stanach Zjednoczonych i we Włoszech, a podwójnie platynową w Niemczech. Na całym świecie Living Things sprzedał się w ponad 1,7 miliona egzemplarzy.
Tego samego dnia, co Living Things Linkin Park wydali album Living Things (Acapellas and Instrumentals), który zawierał utwory z nowego albumu w wersjach instrumentalnych oraz a capella.
19 października zespół zaprezentował nowy singiel promujący nową płytę, „Lost in the Echo”. 31 października pojawił się trzeci, „Powerless”, a czwarty, „Castle of Glass” został wydany 1 lutego. Nie powtórzyły jednak spektakularnego sukcesu „Burn It Down”, choć „Castle of Glass” nagrodzono złotą płytą w Austrii, a platynową w Niemczech, Szwajcarii i we Włoszech.

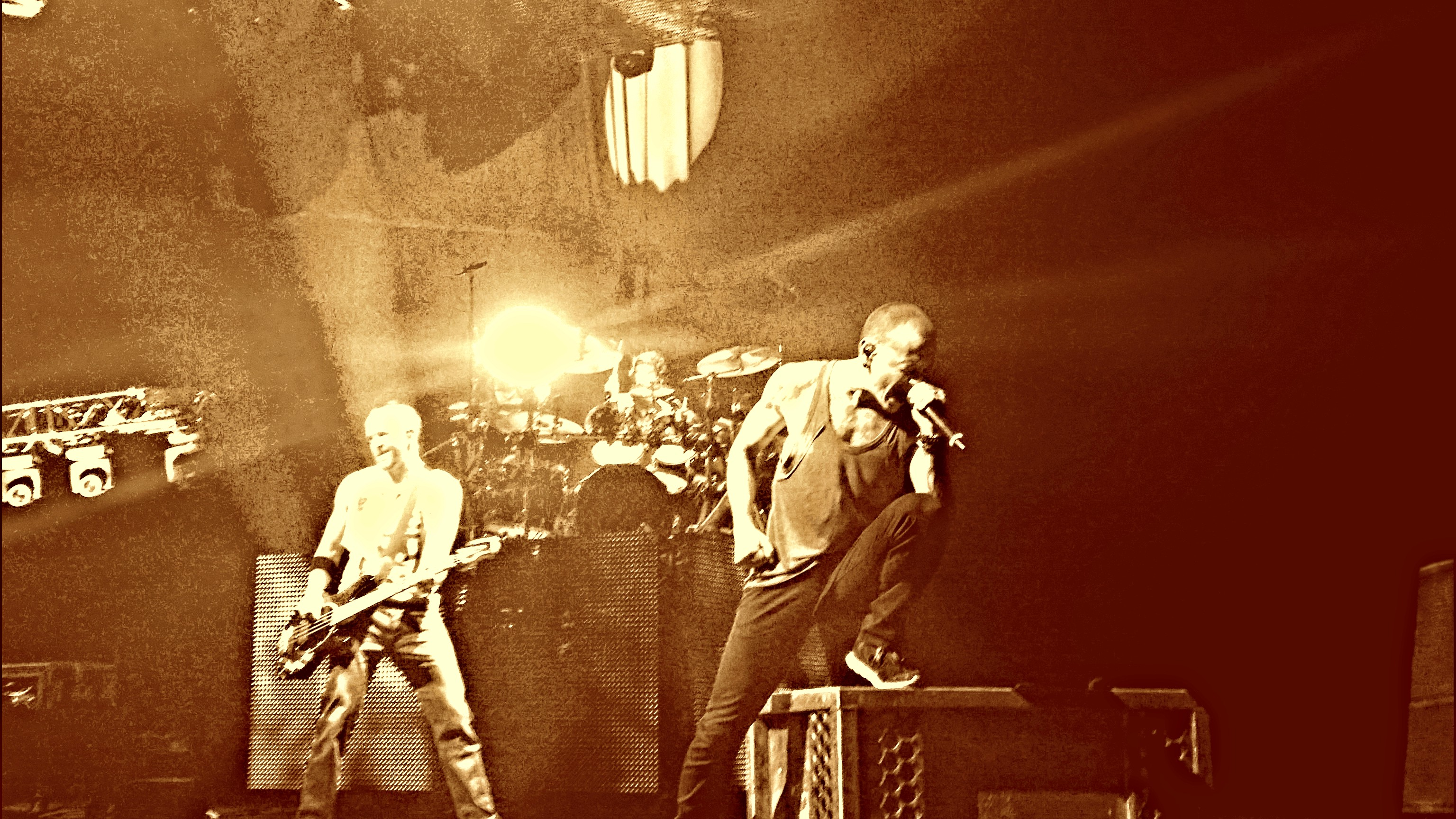
Linkin Park koncertujący w 2014 roku

Utwory „Lies Greed Misery” i „Castle of Glass” z tej właśnie płyty, zostały użyte w grze firmy EA, Medal of Honor: Warfighter.
18 maja 2013 roku Bennington wystąpił na koncercie grupy Stone Temple Pilots w roli wokalisty, po tym jak z zespołu odszedł Scott Weiland. Muzycy wykonali razem nowy utwór „Out of Time”. Następnego dnia został on wydany jako singiel, a Bennington został oficjalnym członkiem STP. Dołączenie do STP było spełnieniem młodzieńczego marzenia Benningtona, który za młodu był wielkim fanem tej grupy. 18 września wydany został drugi singiel „Black Heart”. 8 października ukazał się nagrany z nowym wokalistą minialbum High Rise. Bennington opuścił Stone Temple Pilots 9 listopada 2015 roku.
29 października 2013 roku odbyła się premiera drugiego albumu z remiksami pod tytułem Recharged, który był promowany singlem „A Light That Never Comes” nagrany z DJ-em Steve’em Aokim. Produkcją ponownie zajęli się Rick Rubin oraz Shinoda. Krążek okazał się umiarkowanym sukcesem, gdyż choć dotarł do dziesiątej pozycji zestawienia Billboard 200, a w Niemczech zdobył złotą płytę, to został chłodno przyjęty przez krytyków, których nie przekonało połączenie brzmienia Linkin Park z gatunkami takimi jak dubstep, czy EDM.

### The Hunting Party: 2014–2017

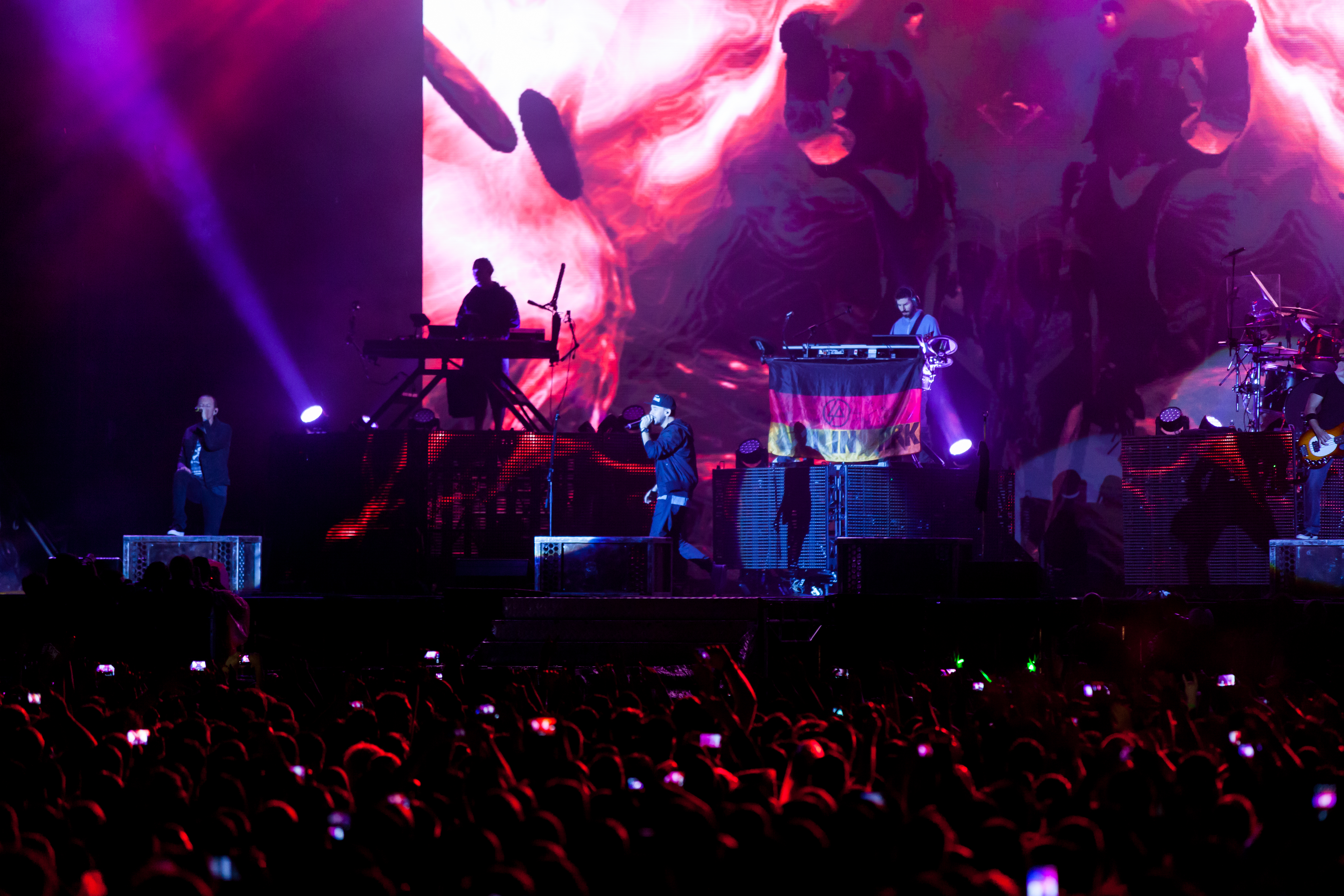
Linkin Park na festiwalu Rock’n’Heim w 2015 roku

6 marca 2014 roku bez wcześniejszych zapowiedzi Linkin Park zaprezentowali światu singiel „Guilty All the Same” w serwisie Shazam. Nie odniósł on większego sukcesu i bardzo słabo poradził sobie na listach przebojów (poza amerykańskimi zestawieniami dotarł tylko do 23 miejsca w Kanadzie, 32 w Niemczech, 48 w Austrii, 50 w Szwajcarii, 116 we Francji i dopiero 138 w Wielkiej Brytanii). Była to pierwsza taka komercyjna klęska pierwszego singla zapowiadającego nowy album LP. Los poprzednika podziliły kolejne trzy single: „Until It’s Gone” (5 maja), „Wastelands” (1 czerwca) i „Rebellion” (4 czerwca).
Ostatnim singlem opublikowanym 8 czerwca była ballada rockowa „Final Masquerade” stylistycznie odbiegająca od reszty dotychczas zaprezentowanego materiału. Chociaż pojawiła się ona na licznych listach przebojów i radziłą sobie najlepiej spośród nowych kompozycji to jednak nie dotarła do szczytu żadnego notowania. Ciekawostką jest, że pierwotnie zaśpiewać ją miał Shinoda, jednak ostatecznie powierzył wokale Benningtonowi.
17 czerwca 2014 roku miała premiera nowej płyty, The Hunting Party. Na krążku pojawiło się wielu gości: gitarzysta i wokalista Daron Malakian z System of a Down, wokalista i gitarzysta Page Hamilton z Helmet, gitarzysta Tom Morello z Rage Against the Machine i raper Rakim. Poimo słabych wyników singli album dał radę zadebiutować na pierwszych miejscach w 6 krajach: Czechach, Niemczech, Indiach, Portugalii, Szwajcarii i na Węgrzech. Złotą płytę The Hunting Party uzyskała w Austrii, Kanadzie, Polsce, Szwajcarii, Wielkiej Brytanii i we Włoszech, a platynową w Niemczech, Stanach Zjednoczonych i na Węgrzech.
18 czerwca 2014 roku miała miejsce premiera filmu Dzień zabijania znanym też jako Mall z Vincentem D’Onofrio, którego reżyserem był Mr. Hahn. Linkin Park odpowiadali za ścieżkę dźwiękową do niego, którą zatytułowano Mall: Music from the Motion Picture.
W 2015 roku Shinoda powrócił na krótko do Fort Minor, wydając 21 czerwca singiel „Welcome”, który, jak podkreślił, nie był zapowiedzią dalszych nagrań lub albumu. W serwisie YouTube został opublikowany nowatorski jak na tamte czasy teledysk wykonany jako film sferyczny.

### One More Lighti śmierć Chestera Benningtona: 2017–2020

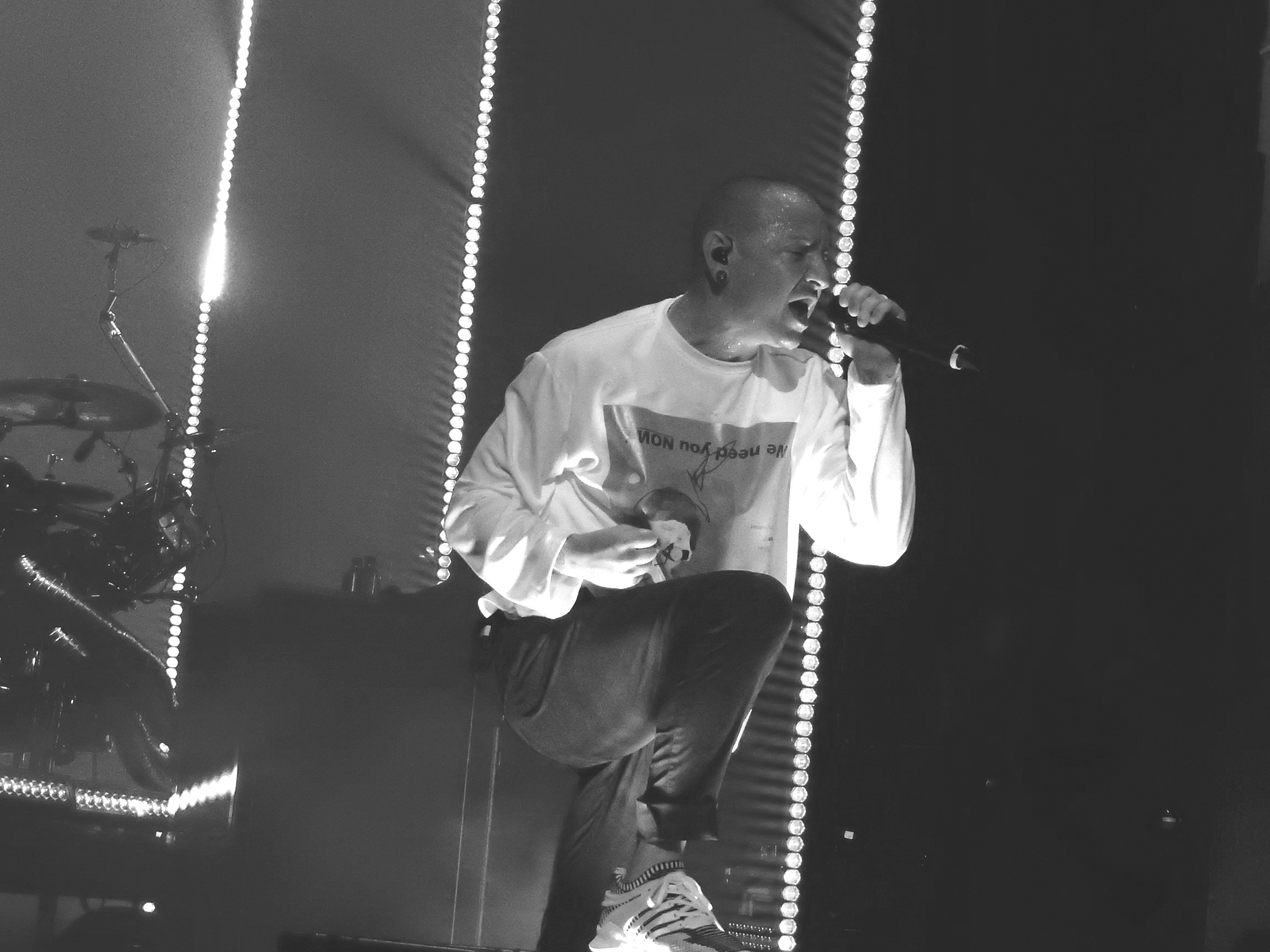
Przedostatni koncert Benningtona dany dwa tygodnie przed jego śmiercią, Londyn, Brixton Academy, 4 lipca 2017 roku

Dotychczasową dyskografię grupy z udziałem Chestera Benningtona kończy album One More Light, wydany 19 maja 2017 roku. Zawiera on tylko 35 minut materiału, przez co jest najkrócej trwającym ze studyjnych wydawnictw zespołu i uznaje się go za najgorszy z albumów Linkin Park. Szczególnie negatywnie wypowiadano się o zaangażowaniu do stworzenia płyty producentów odpowiedzialnych z nagrania takich muzyków pop, jak Justin Biber, Katy Perry, Selena Gomez, czy Miley Cyrus. Pomimo tego krążek dotarł do pierwszego miejsca na listach sprzedaży w 7 krajach: Austrii, Belgii (Flandrii), Czechach, Kanadzie, Szwajcarii, na Węgrzech i Stanach Zjednoczonych. Został wyróżniony złotą płytą w Austrii, Niemczech, Wielkiej Brytanii, Stanach Zjednoczonych i na Węgrzech, a platynową we Włoszech.
Pierwszym singlem został utwór „Heavy” nagrany w duecie z wokalistką Kiiarą. Utwór nie znalazł się na szczycie żadnej ze światowych list przebojów, lecz otrzymał sporo wyróżnień: złote płyty w Australii, Niemczech, Włoszech, Portugalii i Szwajcarii, srebrną w Wielkiej Brytanii i podwójnie platynową w Stanach Zjednoczonych. Wolta stylistyczna jaką stanowiło „Heavy” była natomiast żywo komentowany przez media, przeważnie w negatywnym tonie.
W ramach promocji One More Light Linkin Park dali kilkanaście koncertów w Europie, między innymi w Polsce podczas Impact Festival, gdzie gościnnie wystąpił wraz z nimi Machine Gun Kelly w „Bleed It Out”.
Jeszcze przed premierą krążka zespół zwolnił swojego menadżera finansowego Jonathana Schwartza, który współpracował z LP od ich pierwszego albumu. Powodem tej decyzji było wyjście na jaw faktu, że mężczyzna zdefraudował niemal pięć milionów dolarów od kilku swoich podopiecznych, między innymi Alanis Morissette za co został później skazany na sześć lat więzienia.
18 maja 2017 roku powiesił się chorujący na depresję Chris Cornell. Był on bardzo bliskim przyjacielem Benningtona, który załamał się po jego śmierci. Na pogrzebie Cornella wykonał piosenkę „Hallelujah” Leonarda Cohena. Bennington sam od wielu lat cierpiał na depresję, a także był uzależniony od narkotyków i alkoholu. Co więcej, bardzo osobiście odczuł lawinę krytyki jaka spadła na Linkin Park za wydanie popowej płyty One More Light i potraktował ją jako atak na siebie. W jednym z wywiadów Bennington bardzo emocjonalnie i wulgarnie wypowiedział się o swoich fanach, którzy nie zaakceptowali zmiany brzmienia zespołu i zarzucili mu tworzenie komercyjnej muzyki. Głos zabrał jego przyjaciel Corey Taylor, który stwierdził, że rozumie frustrację Benningtona, jednak poradził mu, by cieszył się tym, jak wielu ludzi wciąż przychodzi na jego koncerty, by móc go słuchać, więc powinien dać sobie i im trochę czasu. Bennington powiedział, że zgadza się z Taylorem i nazwał go dobrym człowiekiem. Przeprosił też swoich fanów tłumacząc, że jest tylko człowiekiem i czasem traktuje niektóre rzeczy zbyt osobiście. Stwierdził, że większość fanów była bardzo pozytywnie nastawiona do nowych nagrań i podziękował zarówno tym, którzy je lubią, jak i tym, którzy nie. Na koniec przekazał im, że wszystkich kocha.
20 lipca 2017 roku, w dniu w którym Chris Cornell obchodziłby urodziny, Chester Bennington popełnił samobójstwo poprzez powieszenie się. Miał 41 lat, osierocił szóstkę dzieci. Niefortunnie, w tym samym dniu pojawił się teledysk do utworu „Talking to Myself”, który kilka dni później został oficjalnie wydany jako singel. Po tym zdarzeniu grupa Linkin Park odwołała pozostałą część trasy koncertowej, planowaną od 27 lipca w Stanach Zjednoczonych, Kanadzie i Japonii.
Śmierć Benningtona spotkała się ze wielkim odzewem środowiska muzycznego. Kondolencje i wyrazy szacunku złożyli m.in. Nikki Sixx z Mötley Crüe, Lars Ulrich z Metalliki, Bryan Adams, David Coverdale z Deep Purple, Brian Welch z Korn, Billie Joe Armstrong z Green Day, Travis Barker z Blink-182, Brian Molko i Stefan Olsdal z Placebo, Rihanna, Pink, Timbaland, a także zespoły My Chemical Romance, Imagine Dragons, OneRepublic, Pantera oraz Slipknot.
Ostatnim, symbolicznym singlem został tytułowy utwór „One More Light”, który był wykonywany przez Benningtona podczas europejskich koncertów z dedykacją dla Chrisa Cornella. Zdobył on srebrną płytę w Wielkiej Brytanii, złotą we Włoszech i w Polsce, a w Stanach Zjednoczonych platynową.

12 października 2017 roku opublikowano odcinek programu Carpool Karaoke z udziałem członków Linkin Park – Benningtona, Shinody i Mr. Hahna. Na życzenie rodziny Benningtona oraz zespołu nagranie pojawiło się bezpłatnie na profilu społecznościowym grupy w serwisie Facebook. Odcinek był nagrywany 14 lipca 2017 roku.

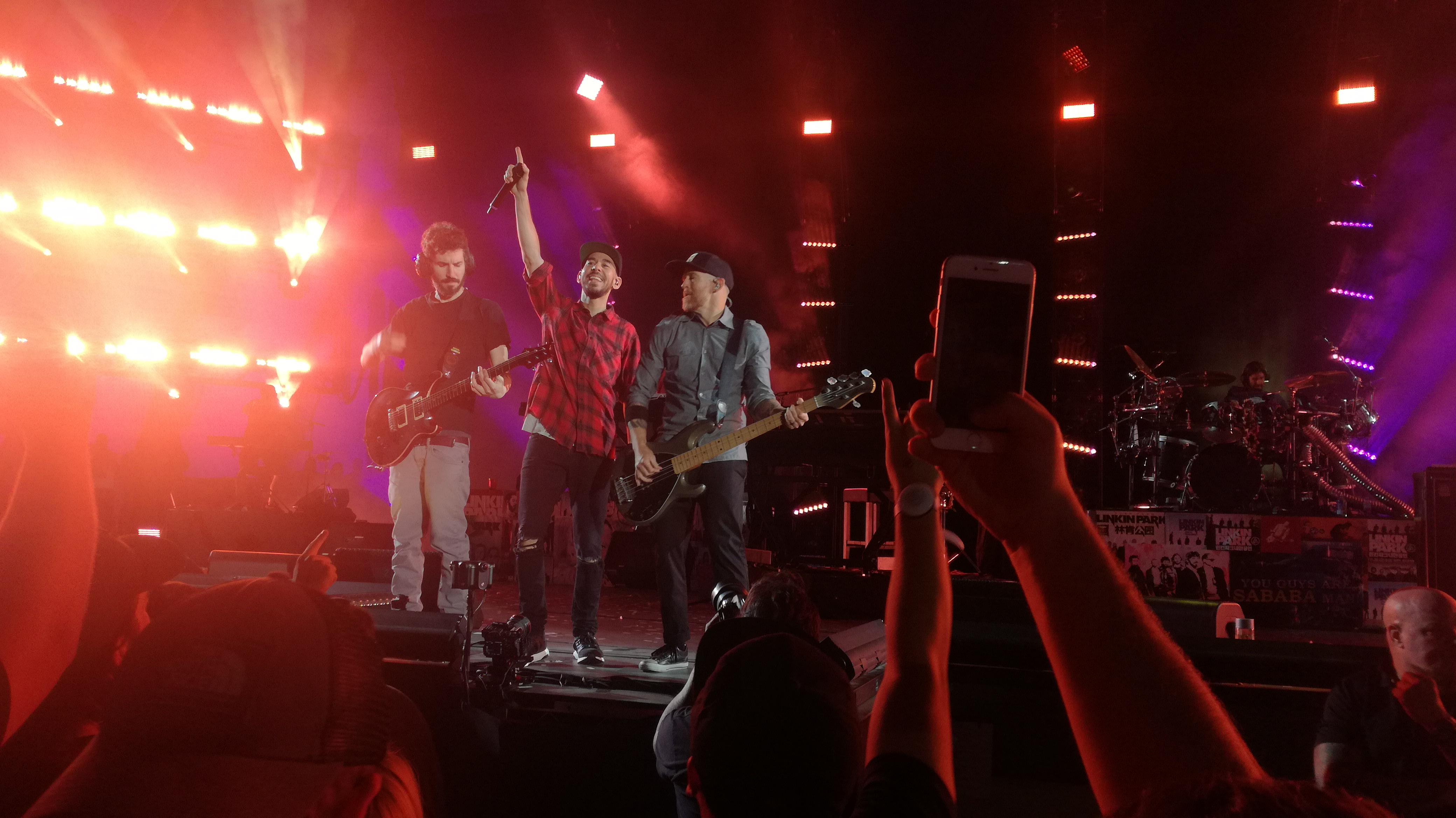
Linkin Park and Friends: Celebrate Life in Honor of Chester Bennington

27 października w amfiteatrze Hollywood Bowl odbył się pierwszy koncert Linkin Park od czasu śmierci Benningtona nazwany Linkin Park and Friends: Celebrate Life in Honor of Chester Bennington. Trwał ponad trzy godziny. Członkowie postawili głównie na współpracę z innymi artystami. Pojawiły się wtedy takie osobowości jak Taka z ONE OK ROCK, Daron Malakian i Shavo Odadjian z System of a Down, zespół Blink-182, Jonathan Davis z Korn, Ryan Key z Yellowcard, M. Shadows i Synyster Gates z Avenged Sevenfold, Alanis Morissette, Oliver Sykes z Bring Me the Horizon, Machine Gun Kelly, Frank Zummo i Deryck Whibley z Sum 41, Kiiara, Steve Aoki oraz Bebe Rexha. Na koncercie miał miejsce debiut nowego utworu zatytułowanego „Looking For An Answer”, którego wykonawcą jest Mike Shinoda. Jedna z najsłynniejszych piosenek – „Numb” została zagrana w wersji instrumentalnej, a zaśpiewana przez publiczność. Podczas całego występu miało również miejsce przemówienie żony zmarłego Chestera, Talindy Bennington. Zapis transmisji na żywo można obejrzeć na oficjalnym kanale zespołu w serwisie YouTube.
15 grudnia tego samego roku, aby uczcić śmierć zmarłego wokalisty, zespół wydał album koncertowy One More Light Live, który zawiera utwory zarejestrowane podczas letniej trasy. W skład tej płyty wchodzi większość utworów z albumu One More Light oraz znane piosenki zespołu, z czego trzy w nowych, akustycznych aranżacjach. Album promowały dwa single, akustyczna wersja „Crawling” (4 grudnia) oraz „Sharp Edges” (14 grudnia).
Śmierć Benningtona osobiście wstrząsnęła Shinodą, który 29 stycznia 2018 roku wypuścił zawierający trzy utwory minialbum Post Traumatic EP, który, zgodnie z jego słowami, miała stanowić walkę ze smutkiem po śmierci przyjaciela. Było to jego pierwsze solowe wydawnictwo sygnowane jego nazwiskiem. 29 marca zapowiedział, że Post Traumatic EP zostanie rozszerzony do pełnego albumu i 15 czerwca miała miejsce premiera poświęconej Benningtonowi płyty Post Traumatic, która zebrała bardzo pochlebne recenzje krytyków. Promowały ją single „Crossing a Line/Nothing Makes Sense Anymore” i „Make It Up as I Go”, a gościnnie wystąpili na niej znani muzycy Chino Moreno z Deftones i Machine Gun Kelly.

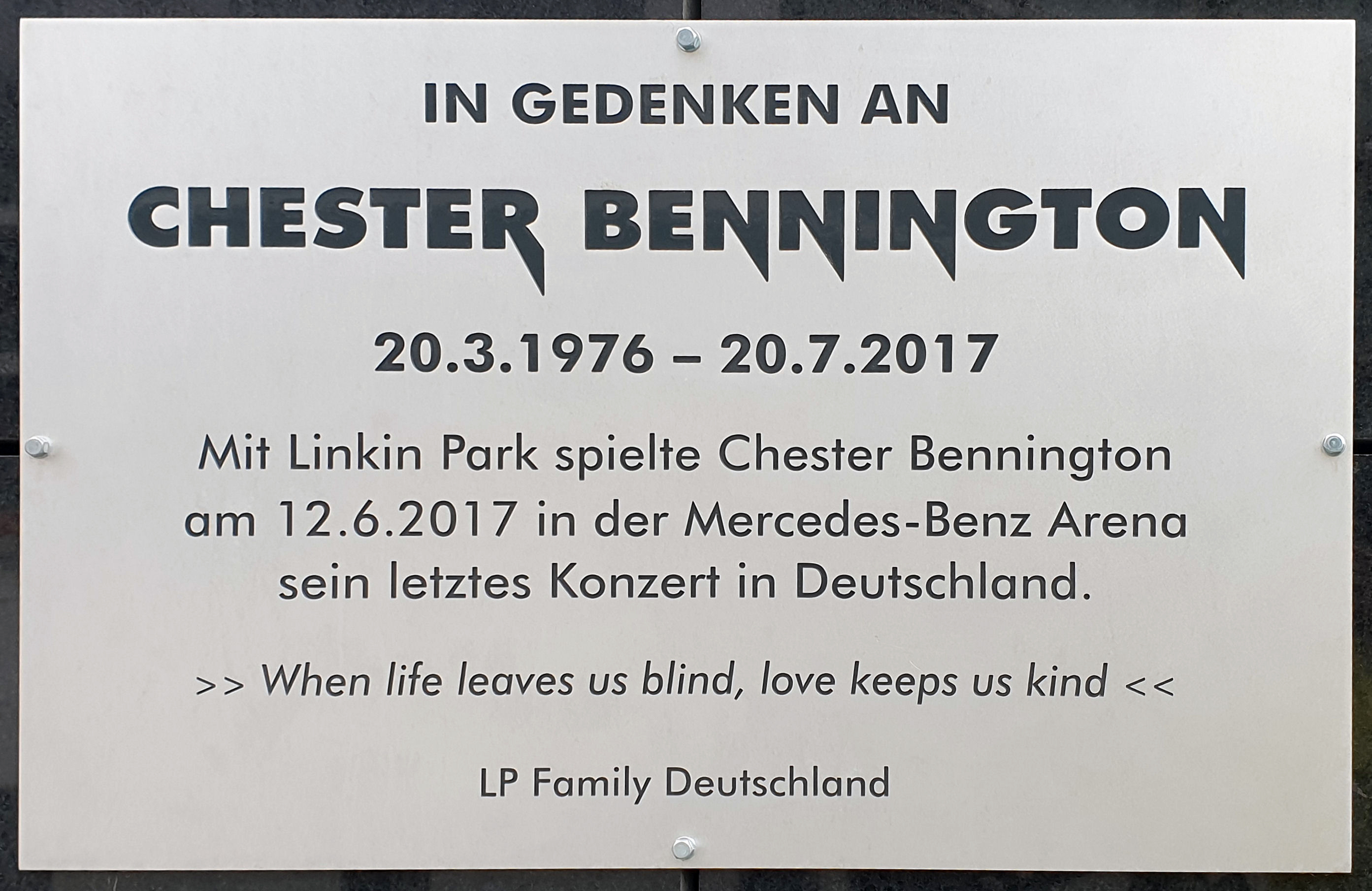
Tablica pamiątkowa poświęcona Benningtonowi we Friedrichshain ufundowana przez niemieckich fanów

Shinoda wielokrotnie przyznawał w wywiadach, że on, jak i reszta członków są otwarci na powrót zespołu. Dementował pogłoski, jakoby grupa szukała nowego wokalisty, zaznaczył jednak, że nie wyklucza możliwości przyjęcia nowego członka zespołu:
Nie jest to moim obecnym celem. Wydaje mi się, że to musi nastąpić naturalnie. Jeśli znajdziemy kogoś, kto jest świetną osobą, dopasuje się osobowością i stylistyką, wtedy może z kimś takim uda się coś stworzyć. Nigdy nie chciałbym jednak czuć się tak, jakbyśmy zastępowali Chestera.
W 2019 roku w wywiadzie dla południowokoreańskiej gazety Yonhap Mr. Hahn zapytany o przyszłość Linkin Park, oraz o to, czy zespół będzie nagrywał nową muzykę, odpowiedział:
Może za jakieś 10 lat? Może być wcześniej. Nie chcę dawać żadnych konkretnych terminów. Na razie chcemy skupić się na „teraz” i rozmawiamy o muzyce. Nie mamy żadnych szczegółowych i rozbudowanych planów.
Zgodził się również z Shinodą, że ewentualne przyjęcie nowego wokalisty w zespole musi wydarzyć się naturalnie. Nie wykluczył współpracy z odpowiednią osobą, jeśli takowa pojawi się na ich drodze. Podkreślił też, że cały zespół chce wrócić do wspólnego tworzenia muzyki.
Na krótko przed swoją śmiercią Bennington ogłosił, że powróci do swojego macierzystego zespołu Grey Daze i wraz z nim na nowo nagra swoją starą, choć nieznaną szerszej publiczności dyskografię (na którą składały się albumy Wake Me i ...No Sun Today). Niespodziewanie, w 2019 roku wdowa po wokaliście ogłosiła, że pod przywództwem oryginalnego gitarzysty Grey Daze Seana Dowdella grupa reaktuwuje się i dokończy to, co zdążył zacząć jej mąż by w ten sposób uhonorować jego dziedzictwo. 17 stycznia 2020 roku ukazał się pierwszy singiel zapowiadający wydawnictwo zatytuowany „What’s In The Eye”, a wraz z premierą drugiego („Sickness”) ujawniono, że nowy album będzie zatytuowany Amends oraz ukaże się 10 kwietnia 2020 roku. Materiału wystarczyło zespołowi by wydać akustyczny minialbum Amends… Stripped, którego premiera miała miejsce 29 stycznia 2021 roku oraz poprzedzony singlem „Saturation (Strange Love)” kolejny album The Phoenix opublikowany 17 czerwca 2022 roku.

### Odwołany powrót i reedycje: 2020–2024
W kwietniu 2020 roku Phoenix ogłosił, iż zespół rozpoczął pracę nad nowym albumem, co jednak spowolniła pandemia COVID-19, przez co muzycy ograniczyli się do spotkań przez internet i pracy w domach.
Podczas izolacji spowodowanej pandemią Shinoda zaczął organizować spotkania z fanami na platformie Twitch podczas których postanowił nagrać solową płytę korzystając z podpowiedzi i pomysłów oglądających. Tak powstał trzyczęściowy album Dropped Frames zawierający muzykę instrumentalną. Pierwsza część, Dropped Frames vol. 1 ukazała się 10 lipca 2020 roku i promował ją singel „Open Door”. „Open Door” to jedyna piosenka zawierająca wokal, a zaśpiewana przez Shinodę i wyłonionych w internetowym konkursie fanów. Dropped Frames vol. 2 zaprezentowany został 31 lipca, a 9 września wydany został drugi singel, „Licence to Waltz”. Dropped Frames vol. 3 wyszedł 18 września.
24 czerwca, podczas jednego ze spotkań Shinoda potwierdził istnienie niewydanego dotąd utworu z udziałem Benningtona „Friendly Fire”, powstałego podczas sesji nagraniowych do One More Light. Stwierdził jednak, że fani będą musieli czekać wiele lat, by go usłyszeć.
13 sierpnia jako singel wydany został niepublikowany dotąd utwór „She Couldn’t” zarejestrowany w 1999 roku. Uczcił on dwudziestą rocznicę wydania debiutanckiego albumu Linkin Park, Hybrid Theory. 1 października kolejnym singlem zostało demo utworu „In the End” zatytułowane „In the End (Demo)”, a sama Hybrid Theory doczekała się reedycji zatytułowanej Hybrid Theory 20th Anniversary Edition. Wydawnictwo zawierało oprócz albumu również Reanimation, Hybrid Theory EP oraz wiele remiksów, b-side’ów, wersji koncertowych piosenek i utworów zawartych dotychczas na minialbumach Linkin Park Underground. Do tego załączono trzy płyty DVD i osiemdziesięciostronicową książkę zawierającą unikatowe zdjęcia zespołu. Wydawnictwo dotarło do pierwszego miejsca w Australii.
W kwietniu 2022 roku Shinoda został indywidualnym laureatem nagrody Grammy za remiks utworu „Passenger” z repertuaru grupy Deftones. Niespodziewanie, w tym samym miesiącu ogłosił, że zapowiedziany przez Phoenixa powrót nie dojdzie do skutku w słowach:
Jedyną wiadomością związaną z Linkin Park jaką dla was mam, jest to, że co jakiś czas ze sobą rozmawiamy. Nie ma tras, nie ma nowej muzyki, nie ma w planach żadnej płyty. Pozwólcie, że powiem otwarcie: przyjmijcie do wiadomości, że nic się w tym temacie nie dzieje. Nie mam nic więcej do powiedzenia.
6 lutego 2023 zespół zapowiedział wydanie jako singel niepublikowanej dotąd piosenki „Lost” nagranej w 2002 roku podczas sesji do albumu Meteora. Utwór miał swoją premierę 10 lutego w serwisie YouTube na oficjalnym kanale grupy. Towarzyszył mu utrzymany w konwencji anime, wygenerowany w przeważającej części za pomocą sztucznej inteligencji teledysk, którego reżyserami byli Maciej Kuciara i Emily „pplpleasr” Yang, artyści wizualni pochodzący, odpowiednio, z Polski i Tajwanu. Kompozycja ta miała się pierwotnie znaleźć na Meteorze, jednak ostatecznie na ten album nie trafiła, gdyż, jak w jednym z wywiadów wyjaśnił Mike Shinoda, „brzmiała ona, miała taką samą intensywność jak „Numb””.
Utwór ten okazał się być sporym przebojem, w dwa miesiąc gromadząc ponad 30 milionów wyświetleń teledysku, był również notowany na rozmaitych listach przebojów, w tym tych prowadzonych przez tygodnik Billboard: dotarł między innymi do pierwszego miejsca na liście Rock & Alternative Airplay, osiemnastego w notowaniu Billboard Global 200 oraz trzydziestego ósmego w zestawieniu Billboard Hot 100. „Lost” pełnił rolę podobną do „She Couldn’t”, miał on promować jubileuszową reedycję Meteory wydanej dwadzieścia lat wcześniej. Wydawnictwo, którego premiera miała miejsce 7 kwietnia 2023 roku zatytuowano Meteora 20th Anniversary Edition i jak się okazało zawierało o wiele więcej nieopublikowanych dotąd piosenek LP z tamtego okresu. W jego skład oprócz samej Meteory i nowych nagrań weszły między innymi dema, b-side’y, nagrania z koncertów, czy album zdjęciowy. Jeszcze przed ukazaniem się pozycji zespół upublicznił drugi z nowych utworów, „Fighting Myself”. Kompozycja ta w przeciwieństwie do „Lost” nie była w pełni ukończona, lecz specjalnie na potrzeby reedycji ułożono ją z zachowanych demówek. Shinoda potwierdził również, że zespół posiada wciąż bardzo dużo niewydanej muzyki, a Phoenix zapewnił, że w przyszłości zespół może jeszcze podjąć pracę nad nowym materiałem.

### Powrót iFrom Zero: od 2024
30 marca 2024 roku Jay Gordon, wokalista zespołu Orgy, stwierdził w rozmowie ze stacją radiową KCAL-FM, że „słyszał”, że Linkin Park ma teraz „wokalistkę”, jednak nie podał żadnych szczegółów. W późniejszym oświadczeniu w serwisie Facebook stwierdził natomiast, że nic nie wie o rzekomych zmianach personalnych w składzie zespołu oraz że „ludzie uwielbiają wyrywać jego słowa z kontekstu”. 12 kwietnia 2024 roku w sprzedaży ukazał się album Papercuts (Singles Collection 2000–2023), pierwsze w karierze Linkin Park wydawnictwo typu greatest hits, będące 20-utworowym przekrojem najlepiej sprzedających się singli zespołu w minionych dwóch dekadach. Album ten zespół zapowiedział 23 lutego 2024 roku, ponadto wydał też wtedy w postaci singla zawarty później na Papercuts utwór „Friendly Fire”, który został nagrany podczas sesji nagraniowych albumu studyjnego One More Light z 2017 roku i który ostatecznie nie trafił na ten album ani nie został wydany w żadnej innej formie.
30 kwietnia 2024 roku tygodnik Billboard podał w oparciu o informacje pochodzące ze zbliżonych do Linkin Park źródeł, że agencja WME rozważa oferty dotyczące potencjalnej trasy koncertowej zespołu oraz jego występów jako główna gwiazda festiwali w 2025 roku. W tym celu zespół złożony z trzech muzyków: Mike’a Shinody, Brada Delsona i Dave’a Farrella miał podejmować działania związane z zaangażowaniem wokalistki, która zastąpiłaby zmarłego Chestera Benningtona. 24 sierpnia 2024 roku na kontach w mediach społecznościowych Linkin Park pojawiło się tajemnicze 100-godzinne odliczanie, po którego zakończeniu zespół opublikował oświadczenie o treści: „To tylko kwestia czasu...”.

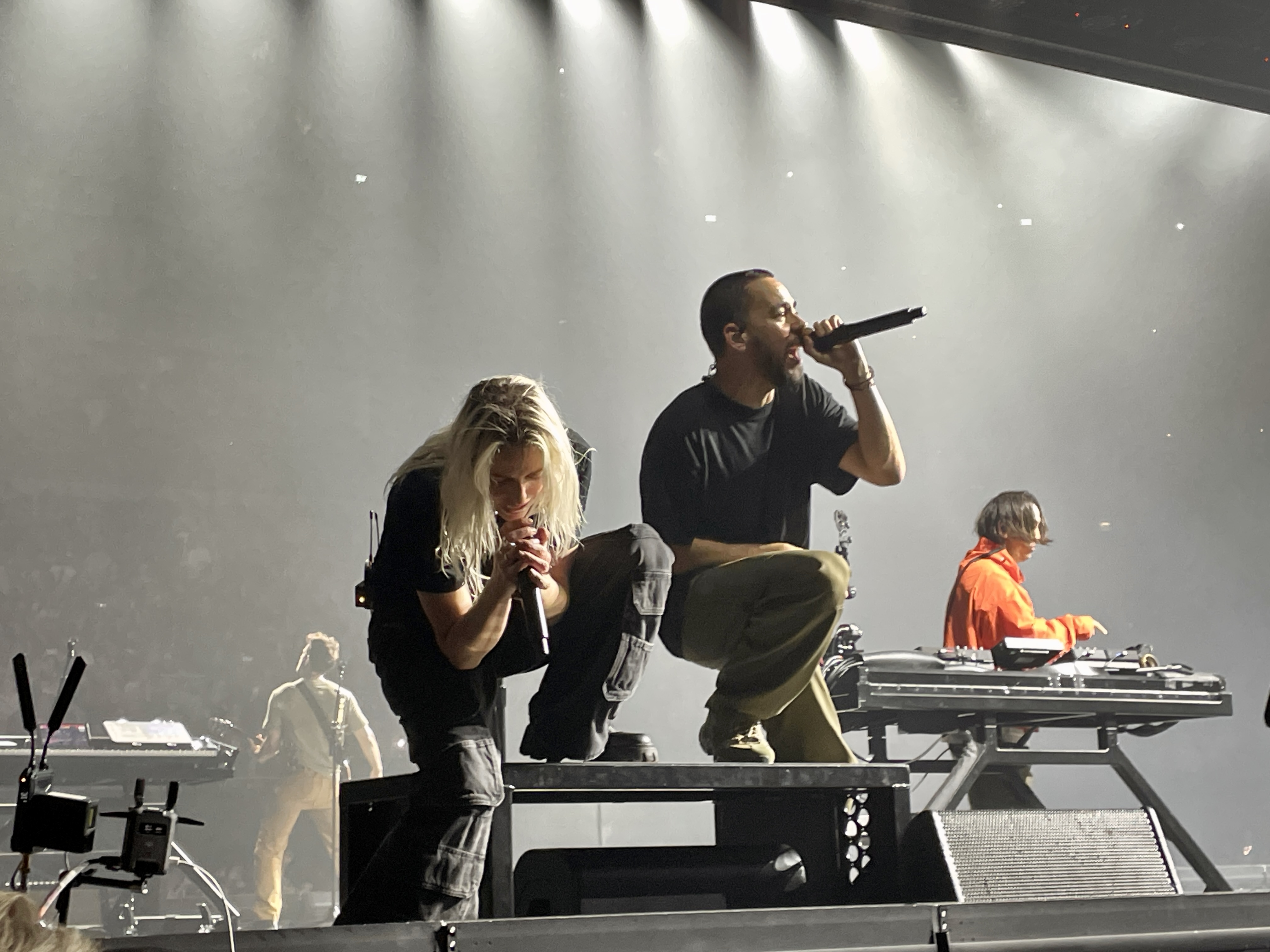
Emily Armstrong, Mike Shinoda i Joseph Hahn podczas granego w ramach trasy From Zero World Tour koncertu Linkin Park 24 września 2024 roku na O2 Arenie w Londynie

5 września 2024 roku zespół Linkin Park oficjalnie powrócił do działalności muzycznej zagranym na obszarze Los Angeles koncertem, w którym słuchaczami była niewielka grupa zaproszonych fanów i który jednocześnie był transmitowany na żywo m.in. w serwisach YouTube oraz Instagram. W składzie grupy znalazła się nowa wokalistka Emily Armstrong, znana dotychczas z działalności we współzałożonym przez siebie zespole Dead Sara, zastępująca Chestera Benningtona. Jak w udzielonym przez Linkin Park tego samego dnia wywiadzie dla tygodnika Billboard powiedział jego współzałożyciel Mike Shinoda, drogi zespołu i Armstrong po raz pierwszy przecięły się w 2019 roku, kiedy obie strony pracowały nad swoimi projektami w jednym studiu nagraniowym. Po kilku latach muzycy Linkin Park zdecydowali się zaprosić Emily Armstrong na próbne sesje, a jak podał dziennik „New York Post”, o dołączenie do zespołu została poproszona około września 2023 roku. Oprócz Armstrong skład zasilił też nowy perkusista, Colin Brittain, jako że oryginalny bębniarz kapeli, Rob Bourdon, nie dołączył do reaktywowanego zespołu, gdyż zgodnie ze słowami Shinody ze wspomnianego wyżej wywiadu, kilka lat wcześniej powiedział pozostałym muzykom Linkin Park, że „chce zachować pewien dystans między sobą a zespołem”. Shinoda poznał Brittaina około 2021 roku podczas jednej z sesji, na które był zaproszony. Podczas koncertu z 5 września grupa wykonała swoją najnowszą piosenkę „The Emptiness Machine”, a także zapowiedziała wydanie nowego albumu studyjnego From Zero, który miał trafić do sprzedaży 15 listopada 2024 roku. Także 5 września „The Emptiness Machine” została opublikowana w sieci wraz z teledyskiem jako pierwszy singel z nadchodzącego albumu. Grupa zapowiedziała też nową trasę koncertową, From Zero World Tour. Podczas koncertów gitarzystę Brada Delsona miał zastępować Alex Feder, ponieważ Delson podjął decyzję o wycofaniu się z działalności scenicznej i skupieniu się na tej studyjnej.
11 września 2024 roku zespół zagrał w hali Kia Forum w Inglewood w Kalifornii swój pierwszy po powrocie pełnoprawny koncert i zarazem pierwszy z koncertów z trasy From Zero World Tour.
23 września 2024 roku studio z branży gier komputerowych Riot Games wydało krótki zwiastun hymnu Mistrzostw Świata 2024 w League of Legends, którym został utwór „Heavy Is the Crown”, będący drugim singlem z nadchodzącego albumu studyjnego Linkin Park, From Zero. Grupa wykonała utwór pierwszy raz dzień wcześniej 22 września 2024 podczas koncertu w Hamburgu. Utwór miał swoją oficjalną premierę razem z teledyskiem 24 września 2024 roku, podczas której oglądało go na platformie YouTube 200 tysięcy osób. Utwór na tej samej platformie podczas pierwszych 24 godzin od premiery zebrał blisko 10 milionów wyświetleń. Mike Shinoda określił utwór jako „Punkt kulminacyjny nowej ery Linkin Park”.

Ta piosenka jest dla nas prawdziwym punktem kulminacyjnym tej nowej ery, wykorzystuje nasze charakterystyczne brzmienie i wypełnia je świeżą energią. Nie możemy się doczekać, aby gracze i fani mogli tego doświadczyć.

Utwór został wykonany przez grupę na żywo 2 listopada 2024 roku podczas ceremonii otwarcia finału mistrzostw w League of Legends w Londynie.
24 października 2024 roku w sieci ukazał się wraz z teledyskiem trzeci singel z albumu From Zero, „Over Each Other”. 13 listopada opublikowano czwarty singel i teledysk, „Two Faced”. 15 listopada album From Zero został oficjalnie wydany.
17 marca 2025 roku zespół ogłosił wyznaczoną na 27 marca tego roku premierę najnowszego singla „Up from the Bottom”, zamieszczając jego zapowiedź na swoich profilach w serwisach Instagram i TikTok. 27 marca 2025 roku singel ukazał się w sieci wraz z teledyskiem jako forma zapowiedzi edycji deluxe albumu From Zero, która miała się ukazać 16 maja 2025 roku. 25 kwietnia 2025 roku do internetu trafił wraz z wizualizacją kolejny singel z wydania deluxe – „Unshatter”.
31 maja 2025 roku Linkin Park wystąpił przed meczem finałowym Ligi Mistrzów UEFA na stadionie Allianz Arena w Monachium.
5 lipca 2025 roku zespół zagrał pierwszy po powrocie do działalności artystycznej koncert w Polsce – w ramach trasy From Zero World Tour wystąpił podczas czwartego i zarazem ostatniego dnia Open’er Festival w Gdyni.

## Muzycy
| Obecny skład zespołu - Brad Delson – gitara prowadząca, instrumenty perkusyjne, wokal wspierający, gitara basowa, gitara akustyczna, instrumenty klawiszowe - Colin Brittain – perkusja - David „Phoenix” Farrell (1996–1999, od 2000) – gitara basowa, skrzypce, wiolonczela, gitara rytmiczna, wokal wspierający, sampler - Emily Armstrong – wokal prowadzący - Joe „Mr. Hahn” Hahn – DJ, turnatablizm, instrumenty klawiszowe, wokal wspierający, sampler, miksowanie, reżyseria teledysków, oprawa graficzna - Mike Shinoda – wokal wspierający, gitara rytmiczna, wokal prowadzący, keyboard, sampler, syntezator, producent, miksowanie, rap, instrumenty smyczkowe, fortepian, vocoder, gitara akustyczna, sakshorn, oprawa graficzna, pianino |  | Byli członkowie zespołu - Mark Wakefield – wokal prowadzący (1996–1998) - Kyle Christner – gitara basowa (1998–1999) - Scott Koziol – gitara basowa (2000) - Chester Bennington (1999–2017, zmarły) – wokal prowadzący, gitara rytmiczna, instrumenty perkusyjne, pianino, wokal wspierajacy - Rob Bourdon (1996–2024) – perkusja, pianino, wokal wspierający |

| Współpracownicy - Alex Feder – gitara prowadząca |

### Członkowie Linkin Park

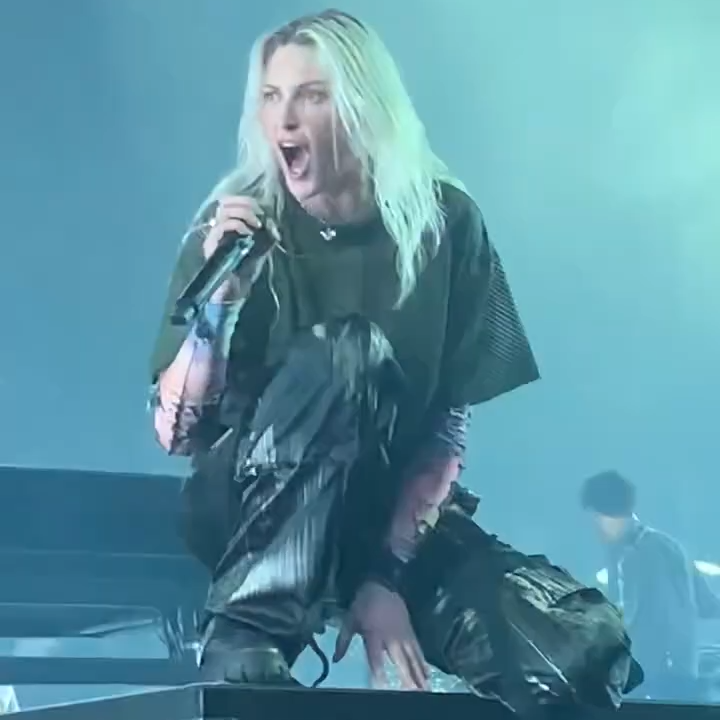
Emily Armstrong
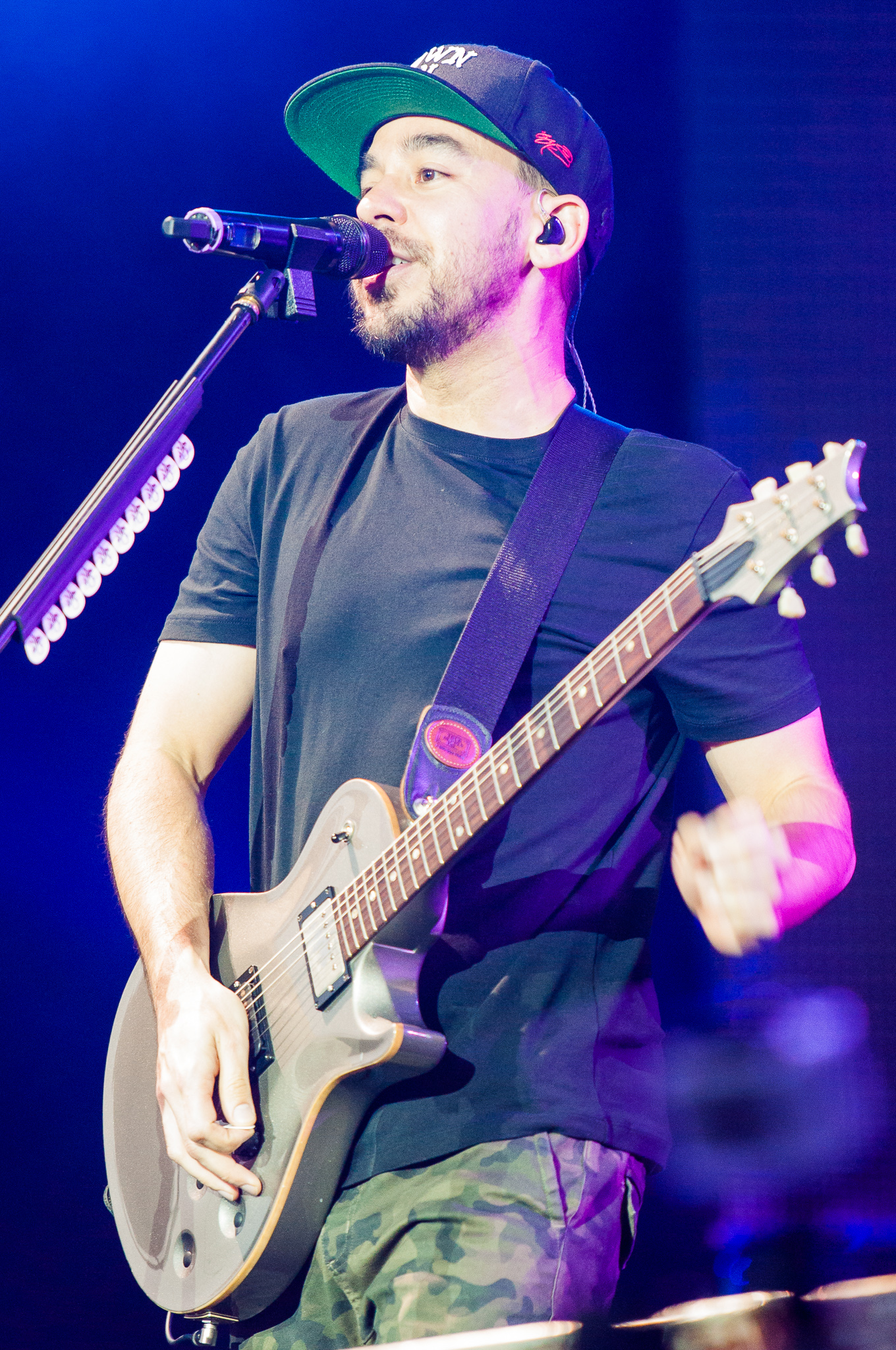
Mike Shinoda
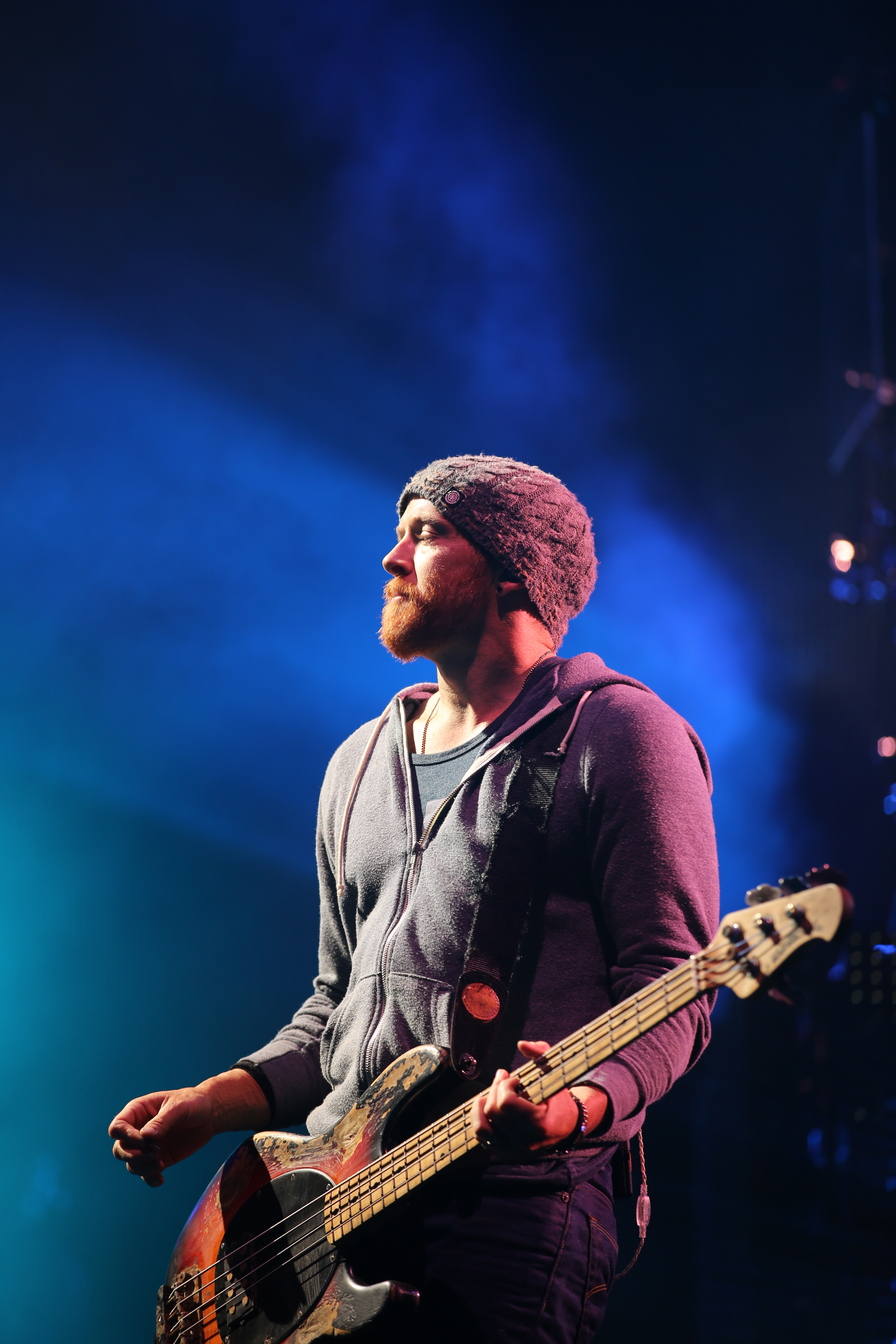
Phoenix
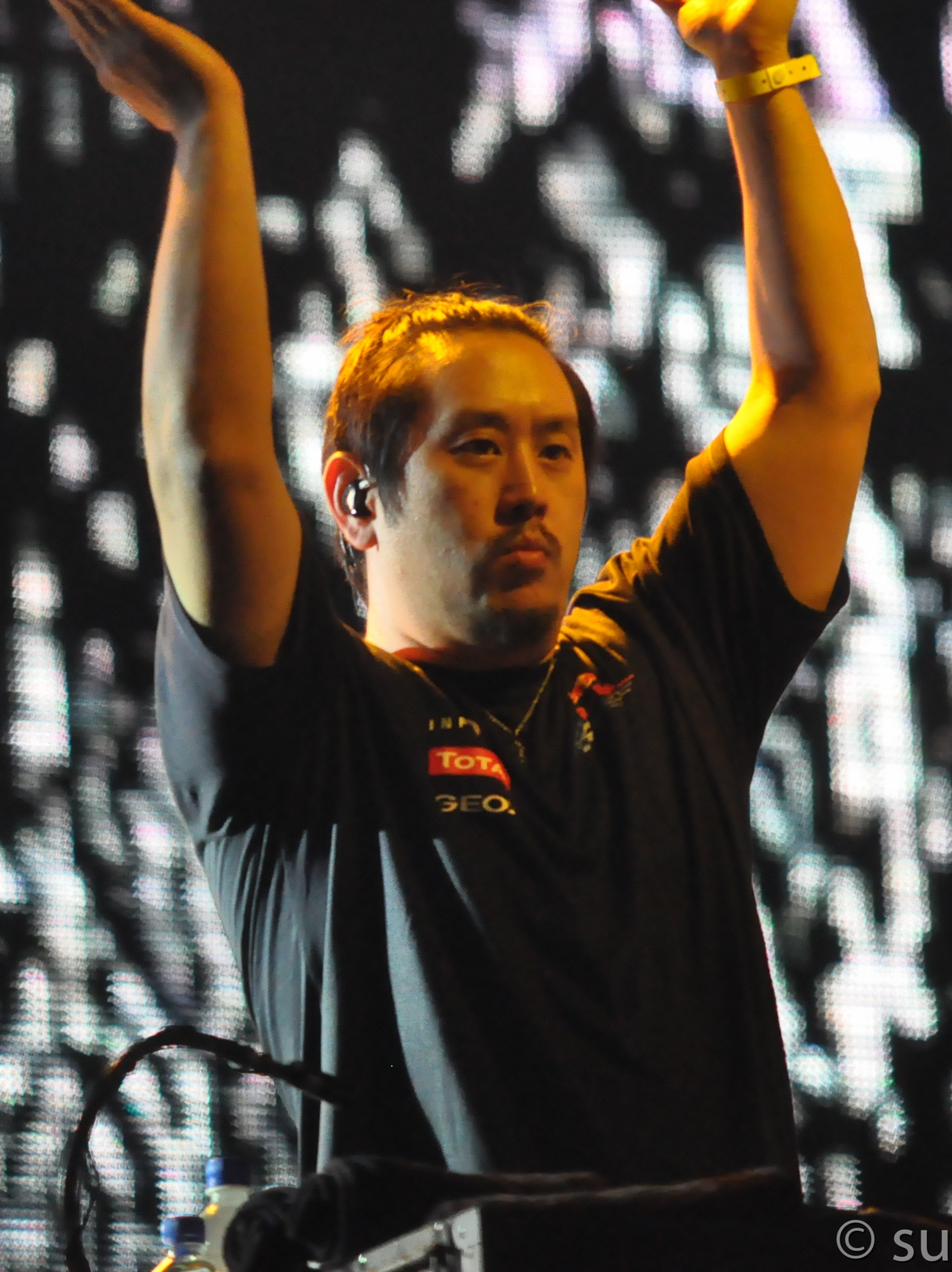
Mr. Hahn
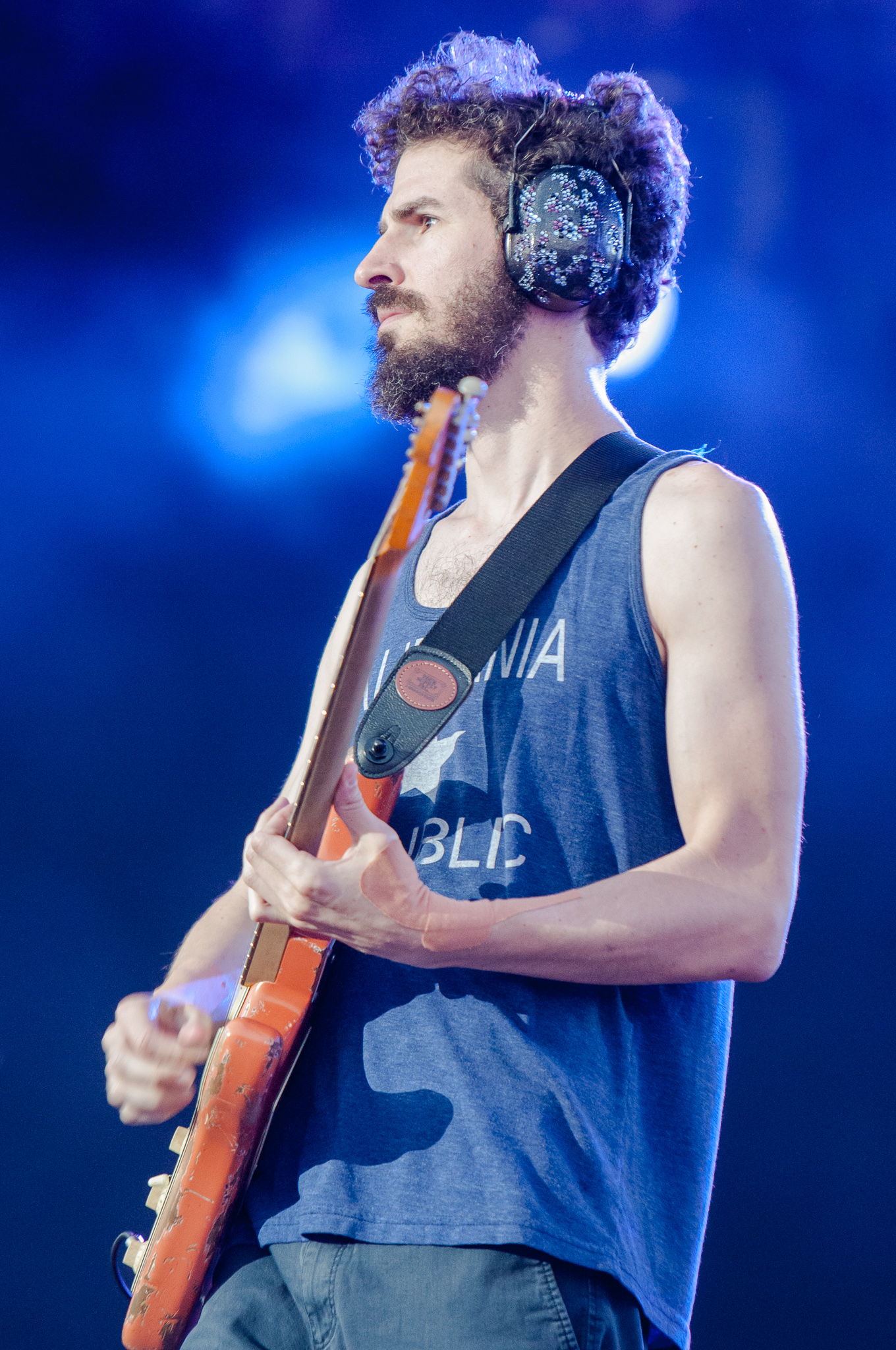
Brad Delson
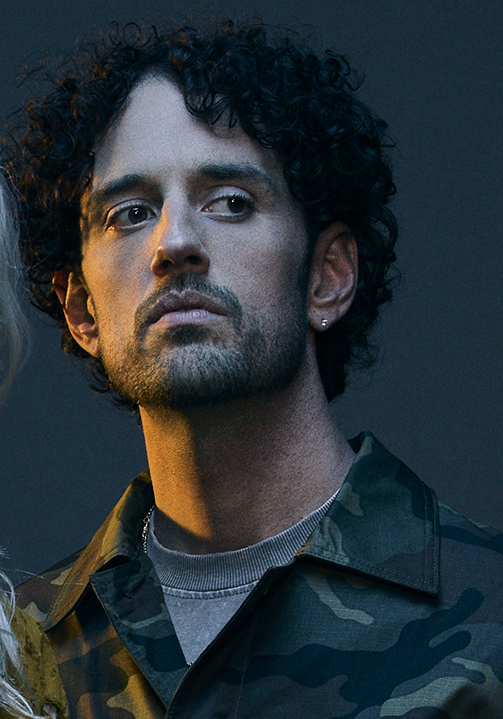
Colin Brittain

Linia czasowa

## Dyskografia

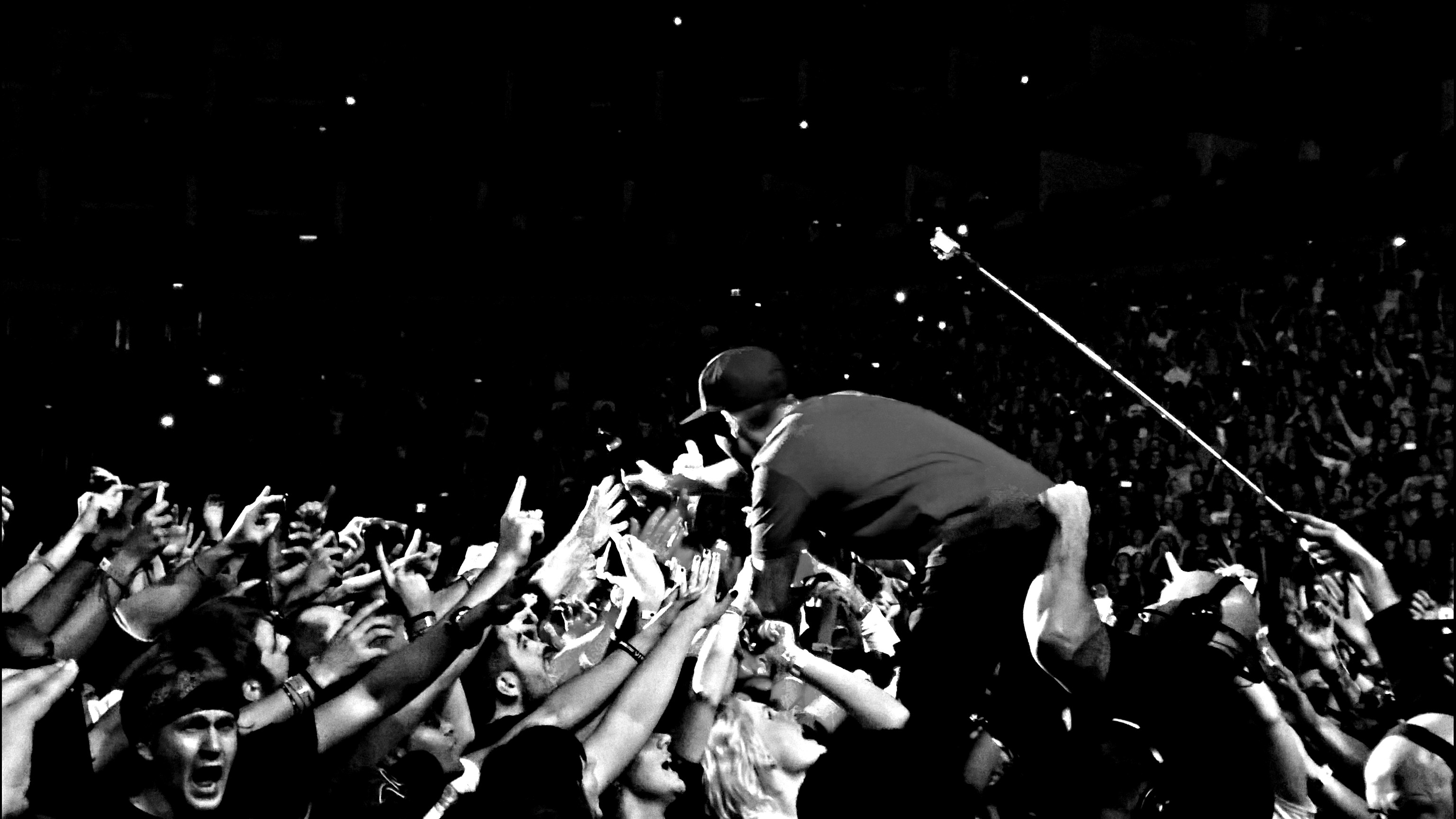
Występ w Londynie w 2014 roku

### Albumy studyjne
- Hybrid Theory (2000)
- Meteora (2003)
- Minutes to Midnight (2007)
- A Thousand Suns (2010)
- Living Things (2012)
- The Hunting Party (2014)
- One More Light (2017)
- From Zero (2024)

### Minialbumy
- Hybrid Theory EP (1999)
- In the End: Live & Rare (2002)
- Collision Course (2004)
- Live from SoHo (2008)
- 2011 North American Tour (2010)
- A Thousand Suns: Puerta de Alcalá (2011)
- iTunes Festival: London 2011 (2011)
- Stagelight Demos (2012)
- A Light That Never Comes (Remixes) (2014)

### Albumy remiksowe
- Reanimation (2002)
- Recharged (2013)

### Albumy koncertowe
- Live in Texas (2003)
- Road to Revolution: Live at Milton Keynes (2008)
- Hybrid Theory – Live Around the World (2012)
- Meteora – Live Around the World (2012)
- Minutes to Midnight – Live Around the World (2012)
- The Hunting Party: Live in Monterrey (2014)
- One More Light Live (2017)

### Albumy kompilacyjne i box sety
- Songs from the Underground (2008)
- A Decade Underground (2010)
- Studio Collection 2000–2012 (2013)
- Hybrid Theory 20th Anniversary Edition (2020)
- Meteora 20th Anniversary Edition (2023)
- Papercuts (Singles Collection 2000–2023) (2024)[357]

### Albumy wideo
- Frat Party at the Pankake Festival (2001)
- Live in Texas (2003)
- Breaking the Habit (DVD) (2004)

### Albumy instrumentalne
- Living Things (Acapellas and Instrumentals) (2012)
- The Hunting Party (Acapellas + Instrumentals) (2014)
- From Zero: A Capellas (2025)

## Trasy koncertowe
- Hybrid Theory World Tour (2001)

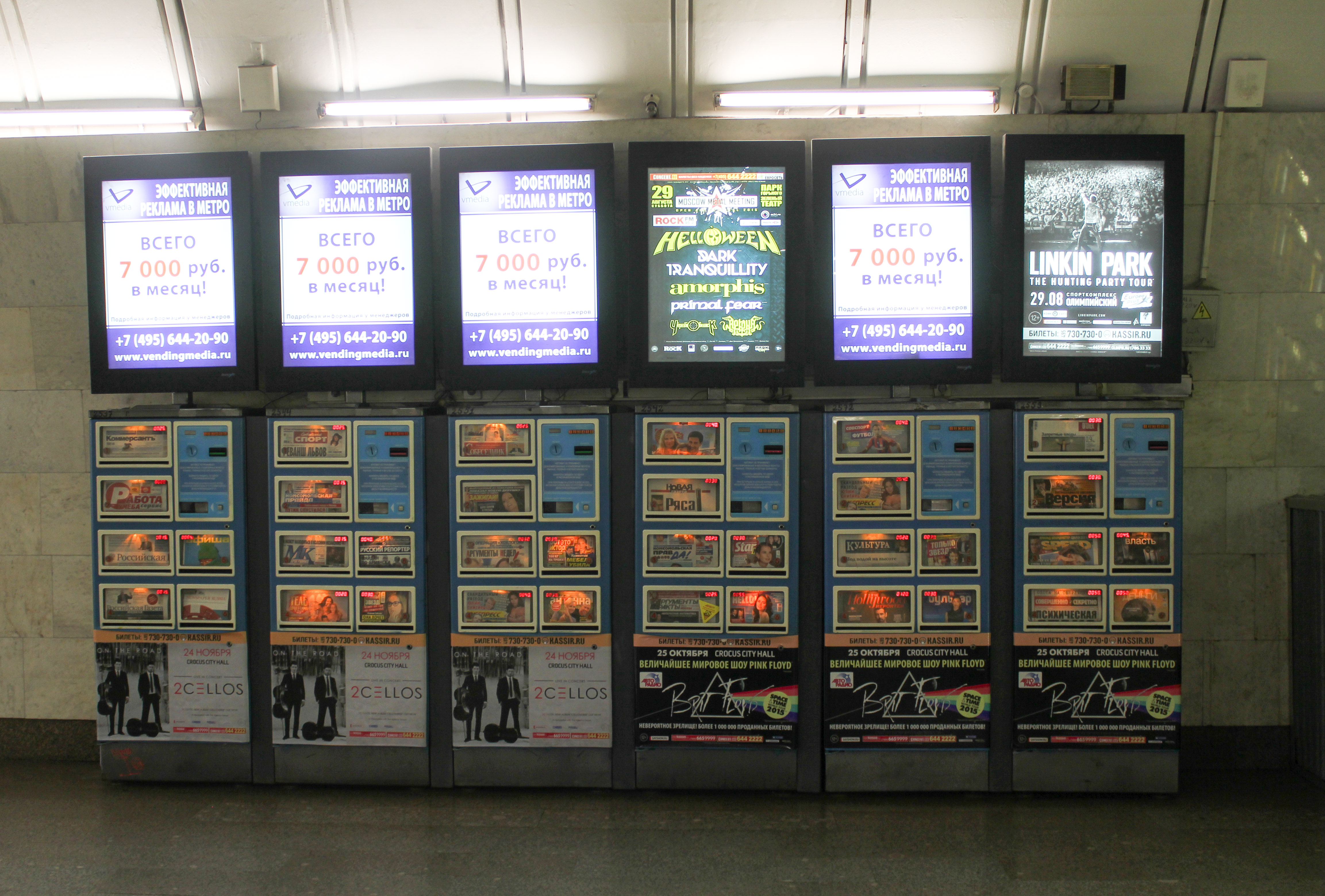
Baner reklamujący trasę koncertową LP w moskiewskim metrze

- Projekt Revolution (2002–2008, 2011; festiwal objazdowy, którego organizatorem i headlinerem byli LP)
- LP Underground Tour (2003)
- Meteora World Tour (2004)
- Minutes to Midnight World Tour (2007–2008)
- International Tour (2009)
- A Thousand Suns World Tour (2010–2911)
- 11th Annual Honda Civic Tour (2012; trasa, której headlinerami byli LP i Incubus)[358]
- Living Things World Tour (2012–2013)
- Carnivores Tour (2014, wspólna trasa LP i Thirty Seconds to Mars)[359]
- The Hunting Party Tour (2014–2015)[360]
- One More Light World Tour (2017)[361]
- Linkin Park and Friends: Celebrate Life in Honor of Chester Bennington (2017, pojedynczy koncert)
- From Zero World Tour (2024–2025)[362][363]

## Działalność charytatywna

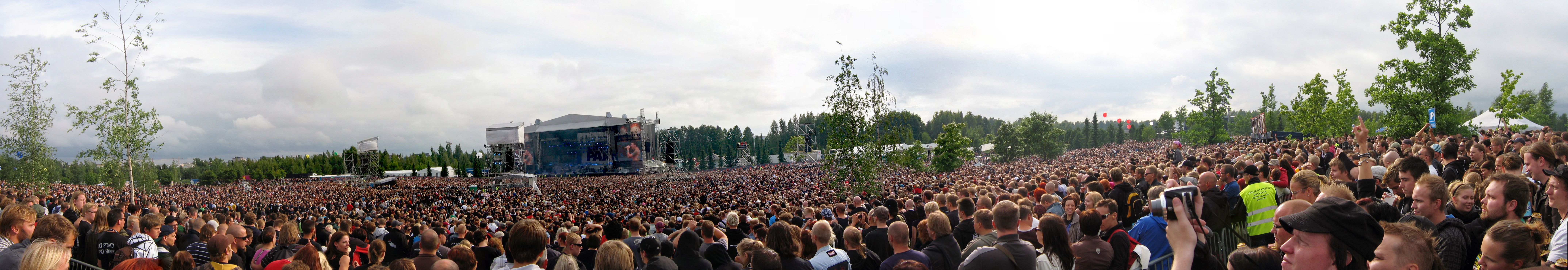
Panorama ukazująca publiczności oglądającą koncert Linkin Park na festiwalu Sonisphere w Pori (Finlandia) w 2009 roku

Zespół dużo udzielał się charytatywnie. Po trzęsieniach ziemi na Oceanie Indyjskim z 2004 roku, założyli organizację Music for Relief (w skrócie M4A), mającą na celu niesienie pomocy ofiarom katastrof naturalnych. W ciągu ponad 15 lat swojej działalności, organizacja wsparła pokrzywdzonych ponad 30 klęsk żywiołowych, oferując natychmiastową pomoc oraz długotrwałą odbudowę strat. Współpracowali również z 18 innymi organizacjami niosącymi pomoc charytatywną. Pomogli ofiarom huraganów Charley oraz Katrina w latach 2004–2005. Linkin Park wraz z Jay-Z wystąpili na jednym z koncertów Live 8, z którego zebrane fundusze przeznaczone zostały na walkę z AIDS. Po śmierci wokalisty, Chestera Benningtona w 2017 roku założyli następną organizację non-profit – One More Light Fund wspierającą osoby zmagające się z problemami psychicznymi i dostarczającą panele słoneczne oraz energię elektryczną do mobilnych szpitali.

## Teksty

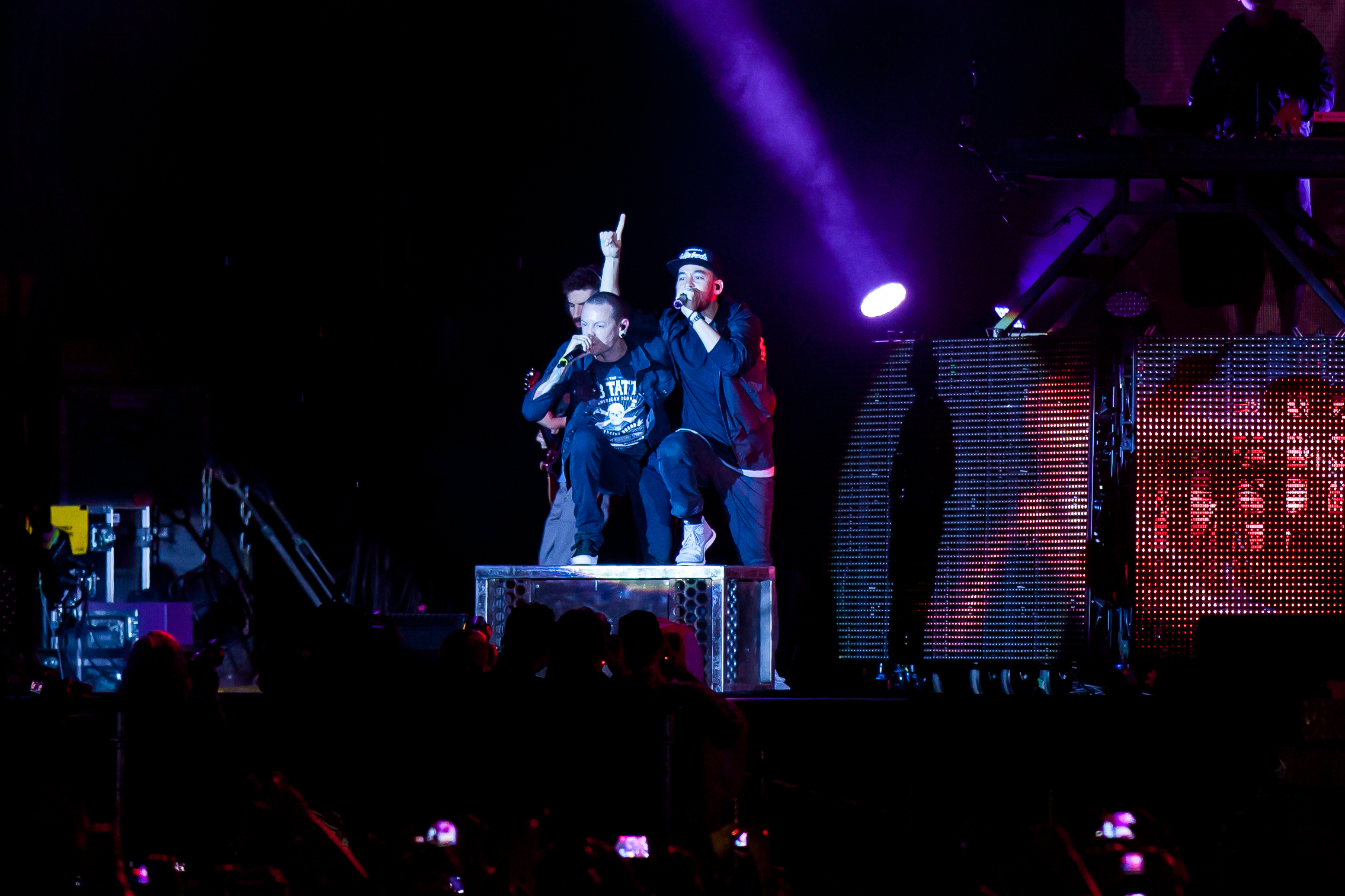
Linkin Park na festiwalu Rock’n’Heim w 2015 roku

Teksty piosenek zespołu odnoszą się do życiowych problemów, braku akceptacji, zrozumienia ze strony innych, nałogów, zmian w życiu czy samotności. Chester Bennington był uzależniony od narkotyków i alkoholu, do czego nawiązuje wiele utworów.
„Crawling” traktuje o tym, że czasami ludzie boją się otaczającego ich świata i przez to zamykają się w sobie. „One Step Closer” stanowi atak wymierzony w producenta Dona Gilmore’a, któremu podczas procesu nagrywania cały czas coś nie pasowało i zespół musiał wielokrotnie powtarzać nagrania. Ostatecznie jednak grupa nie dała sobie wejść na głowę i piosenką wyraziła sprzeciw wobec wszystkich nonsensownych uwag. Utwór „Breaking The Habit” opowiada o chęci zerwania z nałogiem, z którym borykał się Bennington. Natomiast „Somewhere I Belong” opowiada o poszukiwaniu swojego miejsca na świecie. Najbardziej rozpoznawalna piosenka Linkin Park – „Numb” opowiada o odosobnieniu oraz stawiania czoła wymaganiom, którym nie jest w stanie się sprostać. „What I’ve Done” jest to swego rodzaju psalm, utwór przewodni Minutes to Midnight, która niemal w całości odnosi się do Zegara Zagłady odliczającego symboliczne minuty do upadku ludzkości (północ oznacza jej koniec). „Burn It Down” odnosi się do fanów zespołu, którzy nie byli w stanie się pogodzić ze zmianą stylu, którą przeszedł. Najpierw wyniesiono go na piedestał, by potem drastycznie zrzucić na dno i zdeptać. Nie interesowało ich to, żeby muzycy czuli się dobrze w tym co robią, żeby się rozwijali – im chodziło przede wszystkim o własne potrzeby. Głównym motywem przewodnim One More Light była depresja, a piosenki z tego właśnie albumu opowiadają o borykaniu się z nią i jak wpływa ona na życie wokalisty. W „Heavy” Chester niejako opowiada jak wygląda jego umysł.

## Muzyka

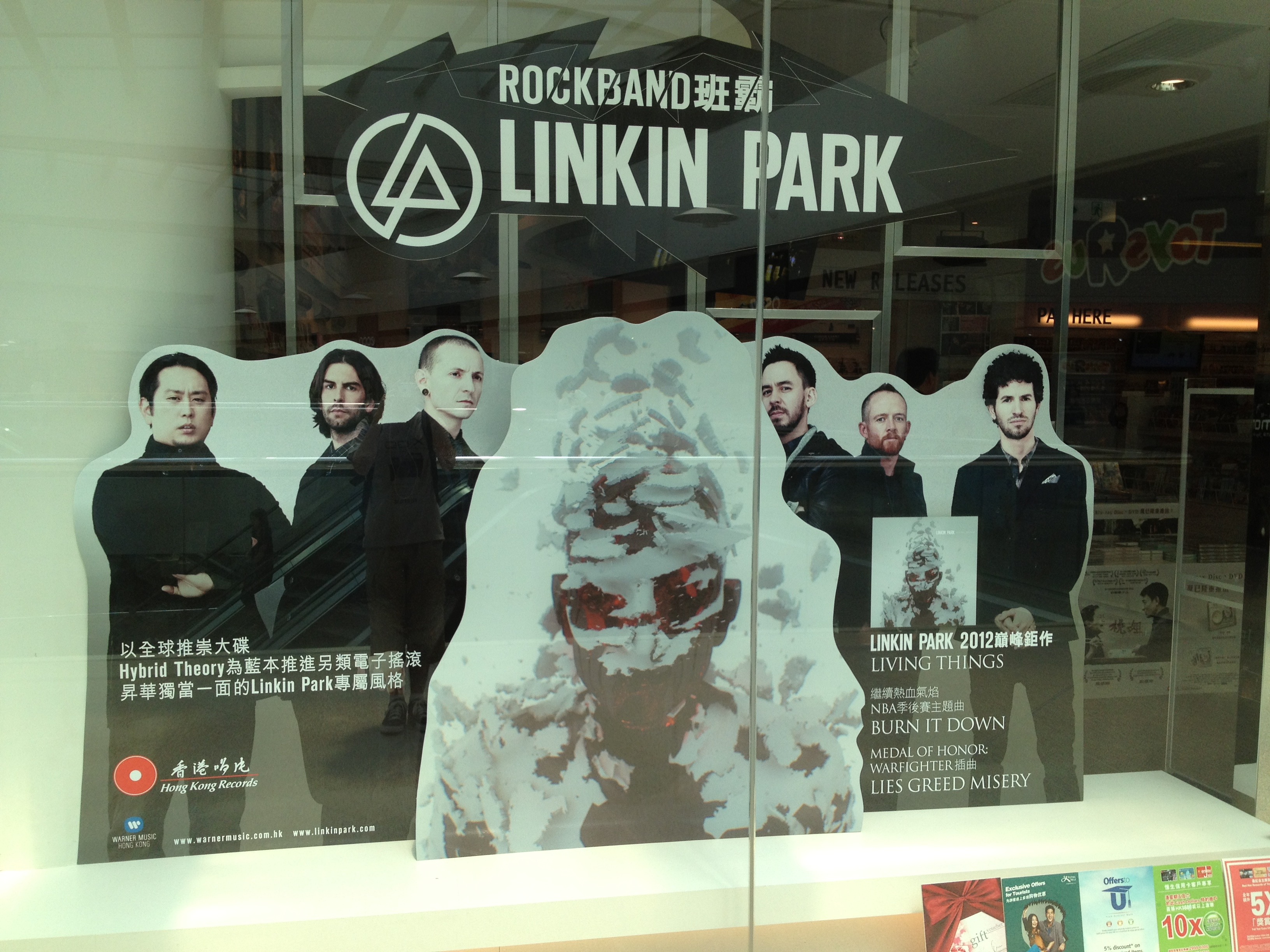
Plakat promujący album Living Things w Hongkongu

Linkin Park eksperymentowali z różnymi gatunkami muzycznymi oraz sięgali po wiele instrumentów.
Do 2017 roku w zespole występowało dwóch wokalistów, Chester Bennington (śpiew) i Mike Shinoda (rap i od Minutes to Midnight również śpiew). Obaj zostali umieszczeni na prestiżowej liście 100 najlepszych metalowych wokalistów wszech czasów według czasopisma Hit Parader – Bennington na miejscu 46, a Shinoda na 72. Bennington dysponował potężnym głosem (trzyoktawowy tenor) uznawanym za jeden z najbardziej rozpoznawalnych w świecie rocka i metalu.

### Hybrid Theory
Hybrid Theory, pierwszy album Linkin Park, reprezentował nu metal, jednak dało się w nim słyszeć elementy rapcore’u, metalu alternatywnego, rap metalu, rap rocka i rocka alternatywnego. W niektórych utworach, jak „In the End”, czy „Papercut” to Shinoda jest wokalistą prowadzącym, a Bennington śpiewa głównie refreny, podczas gdy inne piosenki, jak „One Step Closer” są zdominowane przez wokale Benningtona. Gitarzysta prowadzący Brad Delson gra na basie w ośmiu z dwunastu utworów. W jednym jest to Scott Koziol, a w trzech niebędący członkiem zespołu Ian Hornbeck. Shinoda pełni rolę gitarzysty rytmicznego w dwóch utworach.
Utwór „In the End” oparty jest na granym na pianinie riffie, który podczas zwrotek wsparty jest elementami elektronicznymi i perkusją. Mocniejsze brzmienie gitary i basu pojawia się dopiero w refrenach. Pośród metalowych utworów uwagę zwraca kompozycja „Cure for the Itch” nagrana tylko przez Shinodę i Hahna, pozbawiona gitar, a oparta na brzmieniu syntezatora i scratchach. Tekst jest minimalistyczny i żartobliwy, a recytuje go Mr. Hahn. Muzycy uznali utwór za coś, co nadawałoby się do wykorzystania w filmie.

### Meteora
Meteora była podobna w brzmieniu do Hybrid Theory i reprezentuje nu metal, metal alternatywny, rock alternatywny, rap metal i rap rock, brzmieniowo stanowiąc swego rodzaju kontynuację debiutanckiego krążka. Zredukowane zostają natomiast rapcore’owe naleciałości. Rośnie rola Shinody jako gitarzysty, który gra już w pięciu utworach. To pierwszy album na którym występuje Phoenix.
W piosence „Faint” istotne jest wykorzystanie instrumentów smyczkowych, które wraz z perkusją tworzą zwrotki, podczas gdy refrenem jest mocny, gitarowy riff. Muzyka w spokojnym utworze „Nobody’s Listening” zdominowana została przez grę na japońskim flecie shakuhachi. „Numb” oparto na przeplataniu się elektronicznych zwrotek z metalowym refrenem. Istotne jest wykorzystanie w tym utworze pianina. Natomiast w „Lying from You” istotne jest wykorzystanie sampli, dźwięku płonącego samochodu oraz keyboardu imitującego brzmienie wiolonczeli. Na tle całości wyróżniał się utwór „Breaking the Habit”, zahaczający o electronicę, a pozbawiony rapu i ciężkich gitar. Również instrumentalny „Session” odbiega stylistycznie od reszty materiału, poprzez brak wokalu oraz koncentrację na syntezatorze i scratchach. Krytycy za najlepszy utwór uznają „From the Inside”, chwaląc dynamiczne przejścia między mocnym, a spokojnym brzmieniem.

Krytycy podeszli do albumu bardzo entuzjastycznie, a po latach nazywano go najlepszą płytą w dorobku grupy. Pojawiały się głosy, że Meteora jest bardziej wyrazista od poprzedniczki. Chwalono teksty, nazywając je „wyśmienitymi”. 

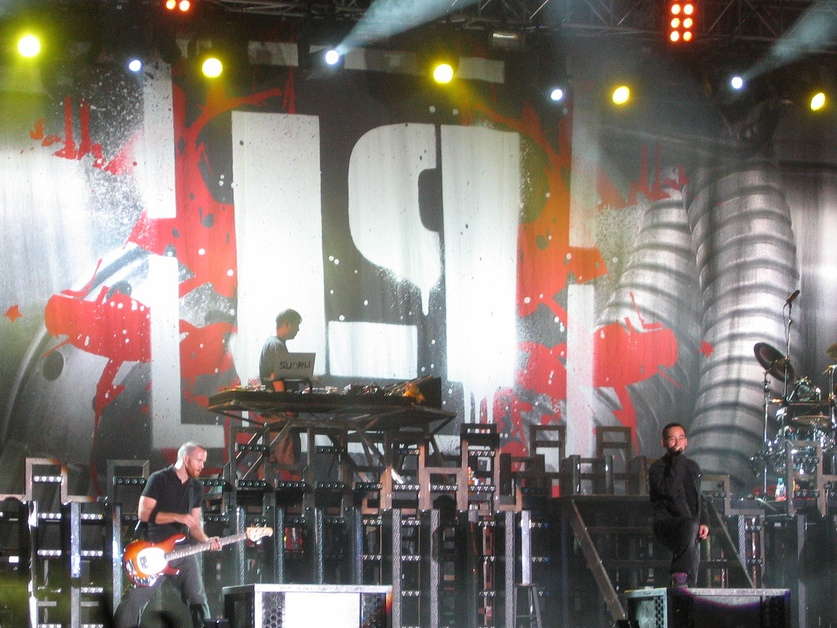
Linkin Park na festiwalu Novarock w 2007 roku

### Minutes to Midnight
Minutes to Midnight stanowił odejście od metalowego brzmienia oraz rapu Shinody – zawierają go tylko dwie pozycje na płycie. Muzyka zespołu składania się ku rockowi, zwłaszcza alternatywnemu. W 2017 roku Bennington przyznał, że tak radykalna zmiana stylu była największym ryzykiem, jakie kiedykolwiek podjął zespół. Na albumie często wplatane się partie smyczkowe (pojawiają się w pięciu piosenkach), rośnie też znaczenie syntezatorów (występują w sześciu utworach). Pierwszy raz jako instrumentalista występuje Bennington grający w dwóch utworach na gitarze. Delson debiutuje jako klawiszowiec oraz aranżer instrumentów smyczkowych. Shinoda wplata pianino jako istotny instrument, używając go w pięciu kompozycjach i ten na stałe przechodzi ono do muzyki Linkin Park. Phoenix zaczyna śpiewać chórki. Album ten stanowi zmianę roli Shinody jako wokalisty. Dotychczas posługiwał się rapem, a gdy już śpiewał, to tylko jako wokalista wspierający. Na Minutes to Midnight po raz pierwszy to jego śpiew jest głównym wokalem w piosence „In Between”. Na następnych płytach jego śpiew będzie już częstym i oczywistym elementem. Jest to pierwsza płyta zespołu, na której pojawiają się gitarowe sola. Trzy utwory zawierały wulgaryzmy w tekstach, tak więc musiały zostać ocenzurowane. W jednym z wywiadów Delson powiedział o albumie:
Chcemy, żeby ludzie słuchali płyty od początku do samego końca i traktowali ją jako całość, a nie jako zbiór przypadkowo wybranych piosenek.
Album otwiera instrumentalny utwór „Wake”, przechodzący od cichego do głośnego i ciężkiego brzmienia. Kompozycja zaczyna się dźwiękiem igły opadającej na płytę. „What I’ve Done” to hard rock przeplatany ze spokojnymi zwrotkami zawierającymi graną na pianienie melodię. „Shadow of the Day” nawiązuje partiami gitary i perkusji do utworu U2 „With or Without You”. „In Pieces” zaczyna się spokojnie, od gry na syntezatorze, jednak utwór z czasem nabiera mocy. Energiczna perkusja pojawia się dopiero przed drugą zwrotką. W piosence „Given Up” Bennington wykonuje siedemnastosekundowy krzyk, a początek utworu stanowi dźwięk podrzucania przez Delsona kluczyków do jego samochodu. Oparte na gitarowym riffie „Bleed It Out” to rapcore w czystej postaci.

Krytycy pochwalili Linkin Park za odejście od wypracowanego wcześniej nu metalowego stylu, oryginalność oraz odwagę w przełamywaniu schematów. Płyta została ciepło przyjęta przez autorów recenzji i uznano ją za ciekawą, dużo bardziej dojrzałą od poprzednich pozycję. 

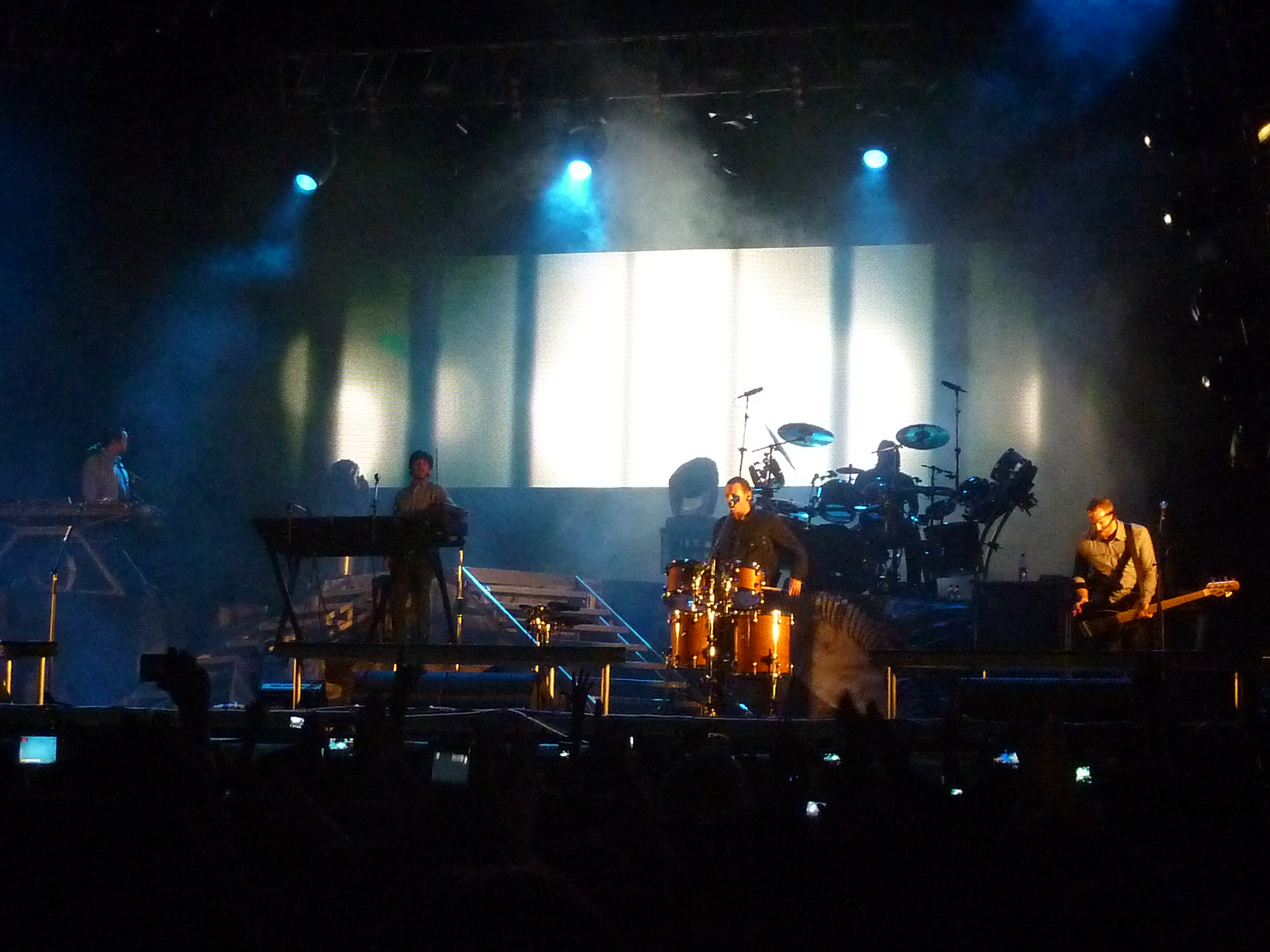
Linkin Park występujący w 2010 roku

### A Thousand Suns
Na A Thousand Suns Linkin Park tworzą już muzykę opartą na oryginalnej elektronice. Płyta reprezentuje rock elektroniczny, rock alternatywny, rap rock, hard rock, ale i style jak rock eksperymentalny, rock progresywny, czy nawet rock industrialny. Na płycie jest stosunkowo dużo ballad, a mało rapu (tylko trzy utwory). Wszyscy muzycy śpiewają w chórkach, Delson i Bennington sięgają po instrumenty perkusyjne, Phoenix używa syntezatora, a Shinoda gra partie gitary prowadzącej w „Burning in the Skies” i stosuje vocoder. Krytycy zwrócili uwagę na znikome wykorzystanie gitar i koncentrację na syntezatorach, co ich zdaniem może zniechęcić fanów dawnego, metalowego brzmienia.
Brzmienie zespołu nabiera mroku, co słychać w utworze „The Catalyst”, który rock elektroniczny łączy z rockiem progresywnym. Do kompozycji wpleciono elementy techno, a utwór z energicznego i elektronicznego brzmienia przechodzi do pełnego mocy użycia pianina. Jest uznawany za jedną z najlepszych piosenek Linkin Park. Trwający niecałą minutę „The Radiance” to fragment przemówienia jednego z twórców bomby atomowej, Roberta Oppenheimera, na które nałożona dźwięki syntezatorów przypominające w brzmieniu wybuchy. „Wisdom, Justice, and Love” to kawałek przemowy Martina Luthera Kinga z dogranym na pianinie minimalistycznym podkładem. „Wretches and Kings” otwiera fragment mowy aktywisty Maria Savio, a jego brzmienie porównano do The Prodigy. Ballada „Waiting for the End” zbliża się do space rocka, a nawet trip hopu, a „The Blackout” do rocka industrialnego. Album kończy akustyczna ballada „The Messenger”.

Recenzje A Thousand Suns były bardzo podzielone – jedni krytycy określali płytę jako „dojrzałe, zaskakujące, odważne i bardzo ciekawe dzieło”, podczas gdy inni nazywali ją „zbiorem banalnych zagrywek i doskonałą nijakością”. 

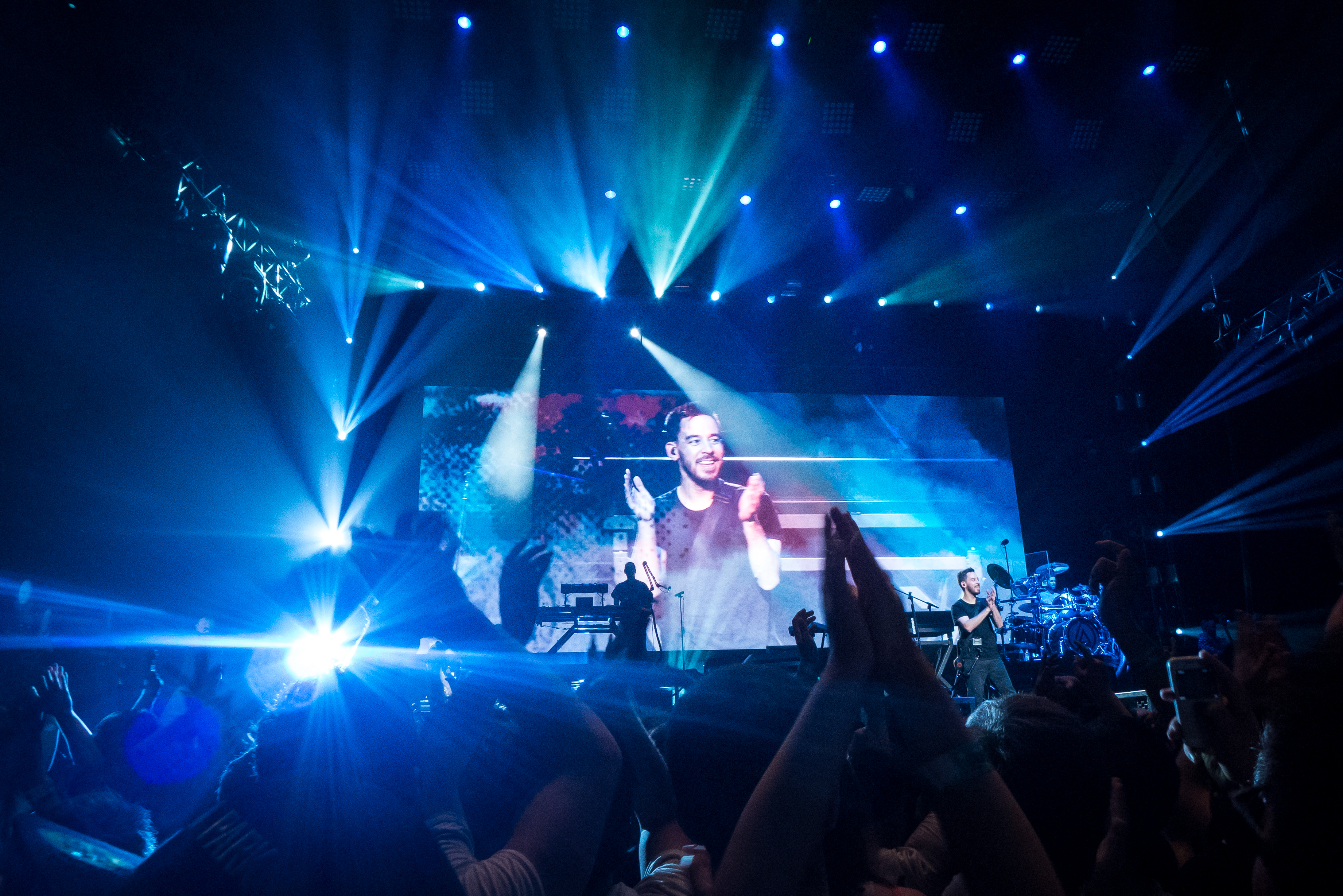
Linkin Park grający na festiwalu Soundwavew Melbourne w 2013 roku

### Living Things
Materiał z Living Things został zapowiedziany jako połączenie porzuconego brzmienia z nowymi stylami. Został określony mianem syntezy wszystkich gatunków, z którymi dotychczas eksperymentowała grupa. Wzrosło też znaczenie rapu – zawierało go już pięć utworów. Zespół przywrócił w swojej muzyce ważniejsze (acz nie najważniejsze) miejsce gitarom, które na poprzedniej A Thousand Suns były marginalizowane. Materiał wciąż zawierał w znacznej części rock elektroniczny, jednak skrzyżowany z hard rockiem, rap rockiem i rockiem alternatywnym. Phoenix i Delson zaczynają stosować na Living Things samplery i jeszcze mocniej angażują się w elektroniczną stronę muzyki.
Bardzo żywe i energiczne piosenki przeplatają się na Living Things ze spokojnymi i wyciszającymi. Krytycy jako najlepszą pozycję na krążku wskazywali oparty na mocnym rapie i elektronice, zawierający mało śpiewu Benningtona utwór „Lost in the Echo”. Jako jedną z najlepszych kompozycji na płycie wymieniano też „I’ll Be Gone”. „Burn It Down” stanowi połączenie elektronicznej melodii z pełnymi mocy partiami gitarowymi. Elektroniczna ballada rockowa „Powerless” zawiera motywy z poprzedzającej ją kompozycji instrumentalnej „Tinfoil”, przez co utwory zazębiają się. W krótkiej, nie trwającej nawet dwie minuty piosence „Victimized” Linkin Park wracają do swojego początkowego, ostrego brzmienia i spodobała się ona krytykom. W „In My Remains” perkusja gra wojskowy, marszowy rytm. Wśród materiału nie zabrakło też eksperymentów, jak „Castle of Glass”, będący połączeniem folk rocka z elektronicznymi brzmieniami, w którym to Shinoda gra na sakshornie i instrumentach smyczkowych. Natomiast w utworze „Until It Breaks” głównym wokalistą jest po raz pierwszy Delson.
Choć album zebrał mieszane, acz przeważnie ciepłe recenzje. Krytycy zwrócili uwagę na to, że jest bardzo niekomercyjny, a muzycy pozwalają sobie na eksperymenty, choć nie tak wielkie, jak w przypadku A Thousand Suns. Albumowi zarzucano, że na płycie znalazły się zarówno pozycje bardzo dobre, jak i nie najlepsze. Padały też stwierdzenia, że jest to płyta dobra, ale brak jej maestrii.

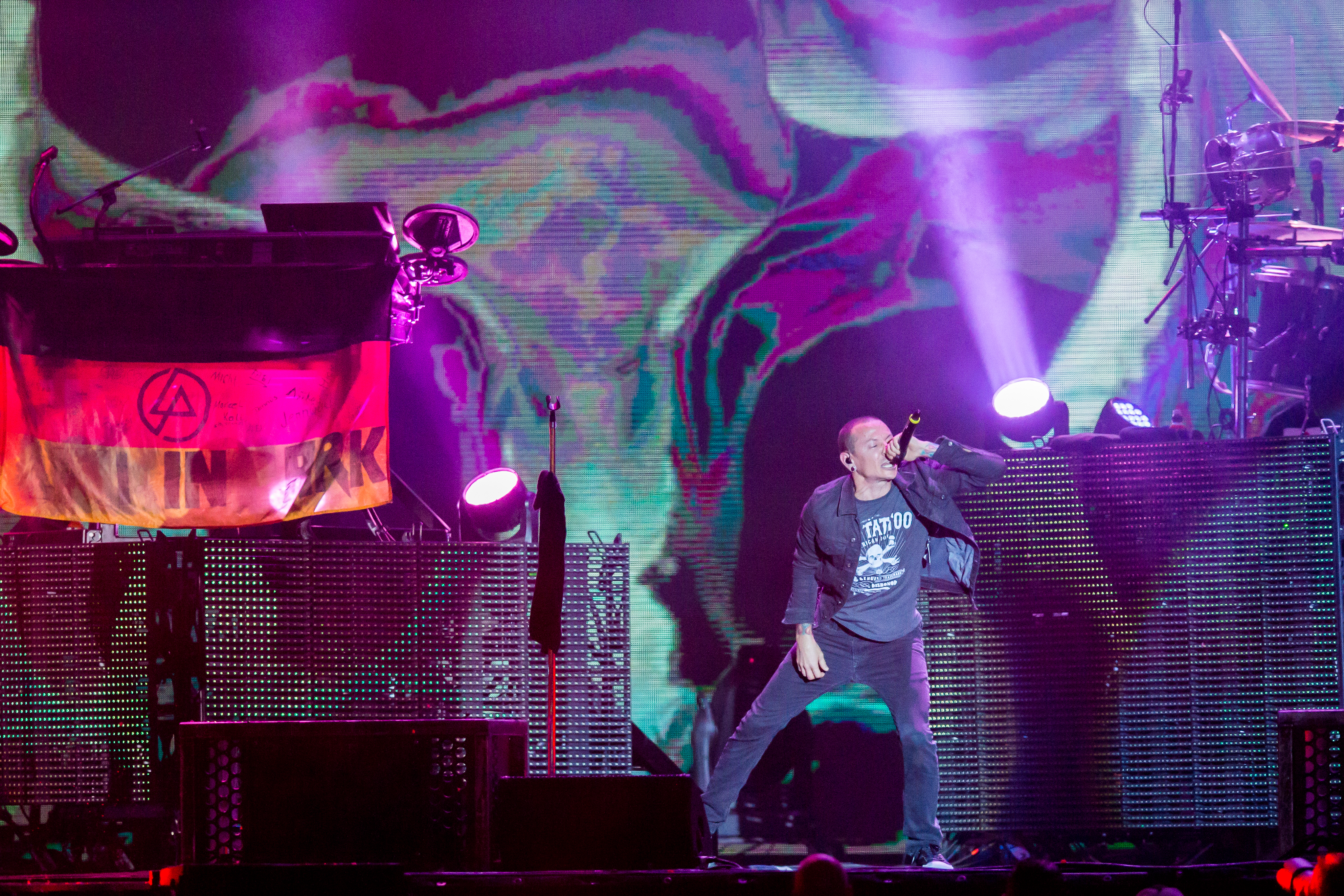
Zespół grający w Niemczech w 2015 roku

### The Hunting Party
The Hunting Party była dużo mocniejsza od swojej poprzedniczki i stanowiła powrót zespołu do metalowego brzmienia. Bywa uznawana za najcięższy album w karierze Linkin Park. Muzycy rezygnują w znacznej części z syntezatorów. Stoi on na pograniczu metalu alternatywnego, rap metalu, hard rocka, nu metalu, rap rocka oraz heavy metalu. Ważną funkcję pełni rap występujący w pięciu utworach z dwunastu.
Na albumie pojawiają się dwa utwory instrumentalne, „The Summoning” i „Drawbar” (z Tomem Morello). Uwagę zawraca kompozycja „Rebellion” nagrana z udziałem trzech gitarzystów (z Daronem Malakianem), w której to Bennington posługuje się growlem. Chwalili ją nawet nieprzychylni albumowi krytycy. Hardrockowa ballada „Final Masquerade” bywa określana mianem jednej z najlepszych piosenek Linkin Park, a krytycy nazwali ją pełnym mocy rockowym hymnem i chwalili połączenie silnego brzmienia syntezatorów z elektryzującymi gitarami. W punkrockowej piosence „War” Bennington wraca do gry na gitarze.
Płyta zebrała pochlebne recenzje. Chwalono Delsona za powrót do dawnego, mocnego brzmienia jego gitary (którego w poprzednich albumach brakowało) oraz linie melodyjne perkusji Bourdona. Wśród oceniających album pojawiły się liczne głosy, że jest to najlepsza płyta zespołu od czasu Meteory.

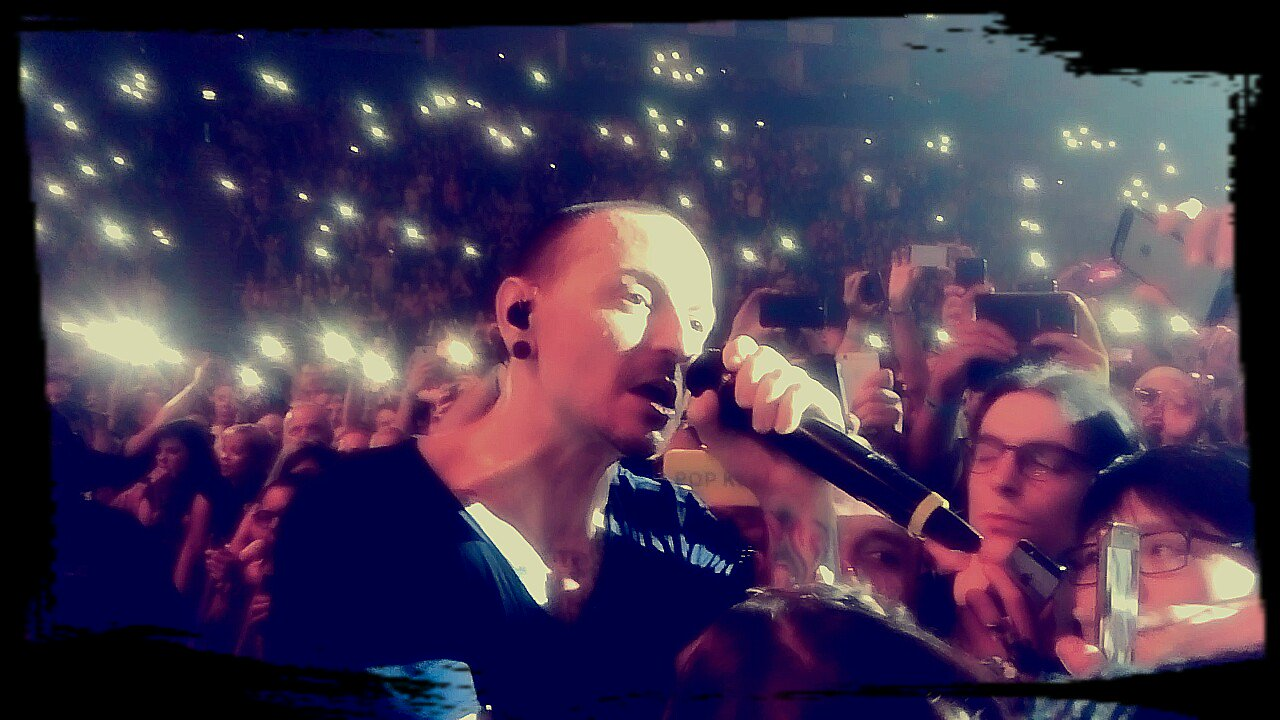
Bennington wykonujący piosenkę „One More Light” w tłumie fanów na jednym z ostatnich koncertów

### One More Light
One More Light stanowiła najradykalniejszą zmianę w historii zespołu. Linkin Park zaczęli wykonywać komercyjny pop, pop-rock, electropop i rock alternatywny, odeszli też od rapu, który znalazł się tylko w jednym utworze.
Piosenka „Sharp Edges” reprezentuje pop-rock z elementami soft rocka i indie rocka. W tytułowej balladzie „One More Light” nie pojawia się natomiast perkusja. Natomiast kompozycja „Good Goodbye” nagrana z raperami Pusha T i Stormzy, jedyny rapowany utwór, zbliża się ku pop-rapowi. „Heavy” z gościnnym udziałem Kiiary stanowi proste i popularne współcześnie połączenie popu i R&B i jest uważany za najgorszą pozycję na albumie. Z kolei za najlepszą z piosenek uważana jest śpiewany przez Shinodę „Invisible”.
Album został zmieszany z błotem zarówno przez fanów, jak i krytyków. Został uznany za najgorszą płytę grupy, album nazywano też „katastrofą” i określano go mianem najgorszej płyty roku. Zwracano uwagę na kiepską jakość wokalu Benningtona i ogólną tandetność muzyki oraz podkreślano jakościową przepaść dzielącą nową płytę od poprzedniego dzieła, The Hunting Party. Szczególnie źle wypowiadano się o szczątkowym zaangażowaniu w muzykę Delsona, Bourdona i Phoenixa. Krytycy docenili jednak warstwę tekstową One More Light.

## Popularność w internecie

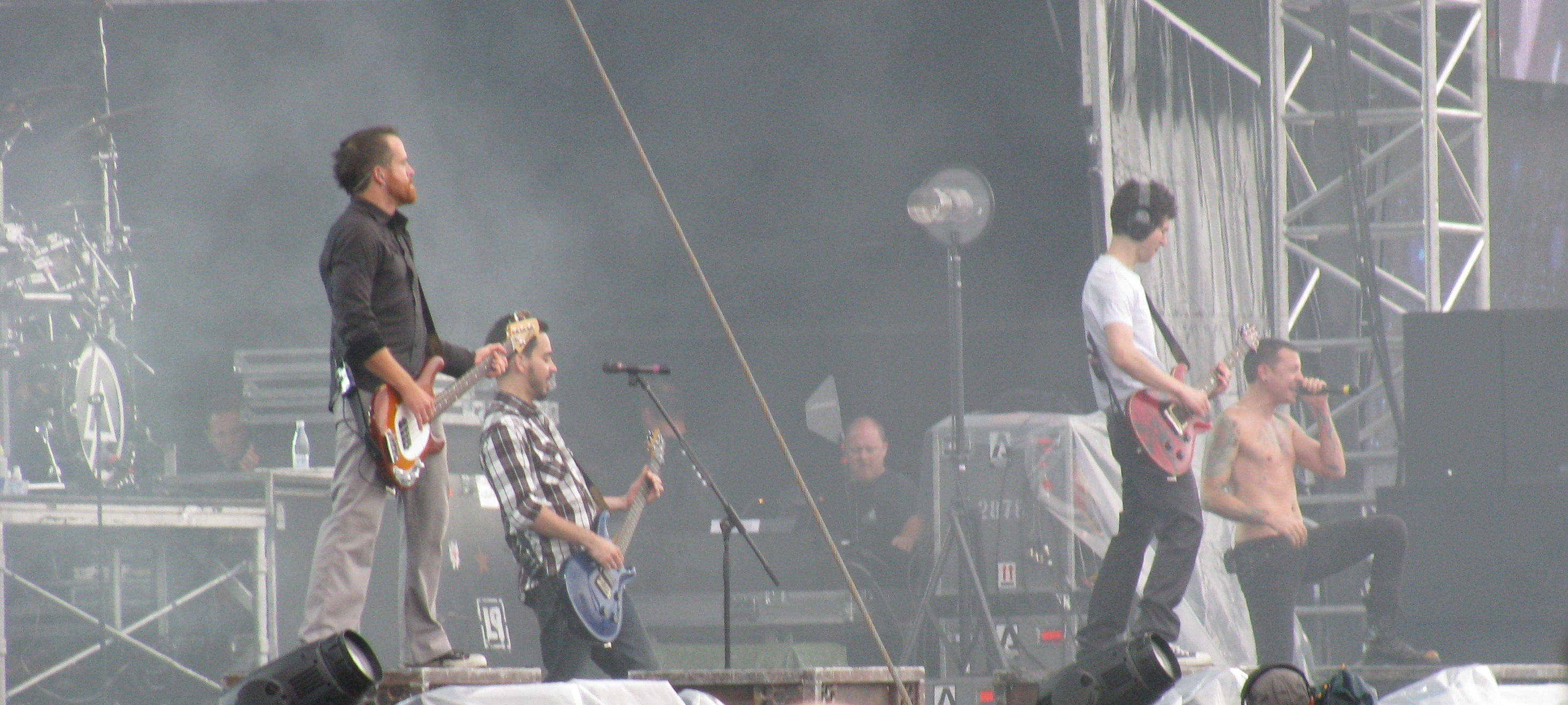
Linkin Park na festiwalu Sonisphere w Finlandii w 2009 roku

Linkin Park to najpopularniejsi wykonawcy metalu w serwisie YouTube i drudzy najpopularniejsi rocka zaraz po Coldplay. W 2012 roku jako pierwsi muzycy grający te gatunki przekroczyli próg łącznie miliarda wyświetleń.
W 2018 i 2020 roku dwie piosenki przekroczyły próg 1 miliarda wyświetleń – kolejno „Numb” (2,3 miliarda) oraz „In the End” (1,8 miliarda). Utwory „What I’ve Done”, „New Divide” i „Castle of Glass” przekroczyły 500 milionów, „Crawling”, „Faint” i „Burn It Down” 300 milionów, „Breaking the Habit”, „Somewhere I Belong”, „The Catalyst”, „One More Light”, „Waiting for the End”, „Leave Out All the Rest” oraz „Papercut” 200 milionów, a aż dziewięć innych 100 milionów: „From the Inside”, „Given Up”, „Heavy”, „Lost In The Echo”, „One Step Closer”, „Bleed It Out”, „Talking To Myself”, „Final Masquerade” i „Iridescent”. Bliski dołączenia do tego grona jest „Battle Symphony” oraz ,,Lost" z ponad 90 milionami. Nagranie przedstawiające LP wykonujących „New Divide” na żywo również przekroczyło 100 milionów, tak jak wideo przedstawiające zespół wykonujący „Numb/Encore” podczas Live 8. Ponadto, nieoficjalny teledysk do remiksu „In the End” osiągnął ponad 900 milionów wyświetleń.
Wszystkie nagrania zamieszczone na oficjalnym kanale Linkin Park w serwisie YouTube mają 12 925 218 782 wyświetlenia (stan na 16 kwietnia 2023 roku). Sam kanał ma 22,8 miliona subskrypcji (2024).
Linkin Park cieszą się również znaczną popularnością w serwisie Spotify. 20 lipca 2017 roku, czyli w dniu śmierci Benningtona LP byli w tym serwisie najpopularniejszym artystą. 7 czerwca „In the End” przekroczył na Spotify próg miliarda odtworzeń jako pierwsza piosenka LP i pierwszy utwór numetalowy. W 2020 roku LP okazali się być dziesiątym najczęściej słuchanym artystą świata na Spotify gromadząc ponad półtora miliarda odsłuchów swojego katalogu. 22 marca 2022 roku miliard odtworzeń zyskał „Numb”. 6 czerwca 2024 próg miliarda odtworzeń na Spotify przekroczyło również,,Numb/Encore". Na dzień 18 listopada 2023 roku „In the End” odsłuchano ponad 2,3 miliarda razy, „Numb” 1,9 miliarda, „Numb/Encore” prawie 1,1 miliarda, „What I’ve Done” 969 milionów,  „Faint” 833 miliony, „One Step Closer” 817 milionów, „Bleed It Out” 684 miliony, a „Somewhere I Belong”  594 miliony. Więcej danych jest na Spotify (aplikacji na komputerze).
Profil Linkin Park w serwisie Tik Tok założony w 2020 roku obserwuje ponad 800 tysięcy użytkowników, zebrał ponad 4 miliardy 300 milionów odtworzeń muzyki i 317 milionów polubień, natomiast treści profilu udostępniono prawie 9 milionów razy.
Konto Linkin Park w serwisie Facebook ma 85,5 miliona polubień, a w serwisie Twitter 5,9 miliona obserwujących (stan na 19 lutego 2021 roku).
Fragment utworu „Crawling”, konkretnie wers „crawling in my skin” lub też w dłuższej formie „crawling in my skin, these wounds, they will not heal” stał się memem internetowym.

## Linkin Park Underground
Linkin Park Underground (zapisywane też jako LPU) jest oficjalnym fanklubem Linkin Park. Powstał w 2001 roku, a pierwsi członkowie otrzymali nieodpłatnie egzemplarze wydanej ponownie Hybrid Theory EP od zmienionym tytułem Underground 1.0. Zespół zaczął wydawać serię minialbumów dostępnych tylko dla członków LPU, których ukazało się szesnaście.

## Dziedzictwo
Wielu artystów przyznawało, że inspirowali ich Linkin Park. Byli to między innymi: Imagine Dragons, ONE OK ROCK, Bring Me the Horizon, From Ashes to New, Coldrain, Of Mice & Men, czy The Chainsmokers.

## Konflikt z Donaldem Trumpem

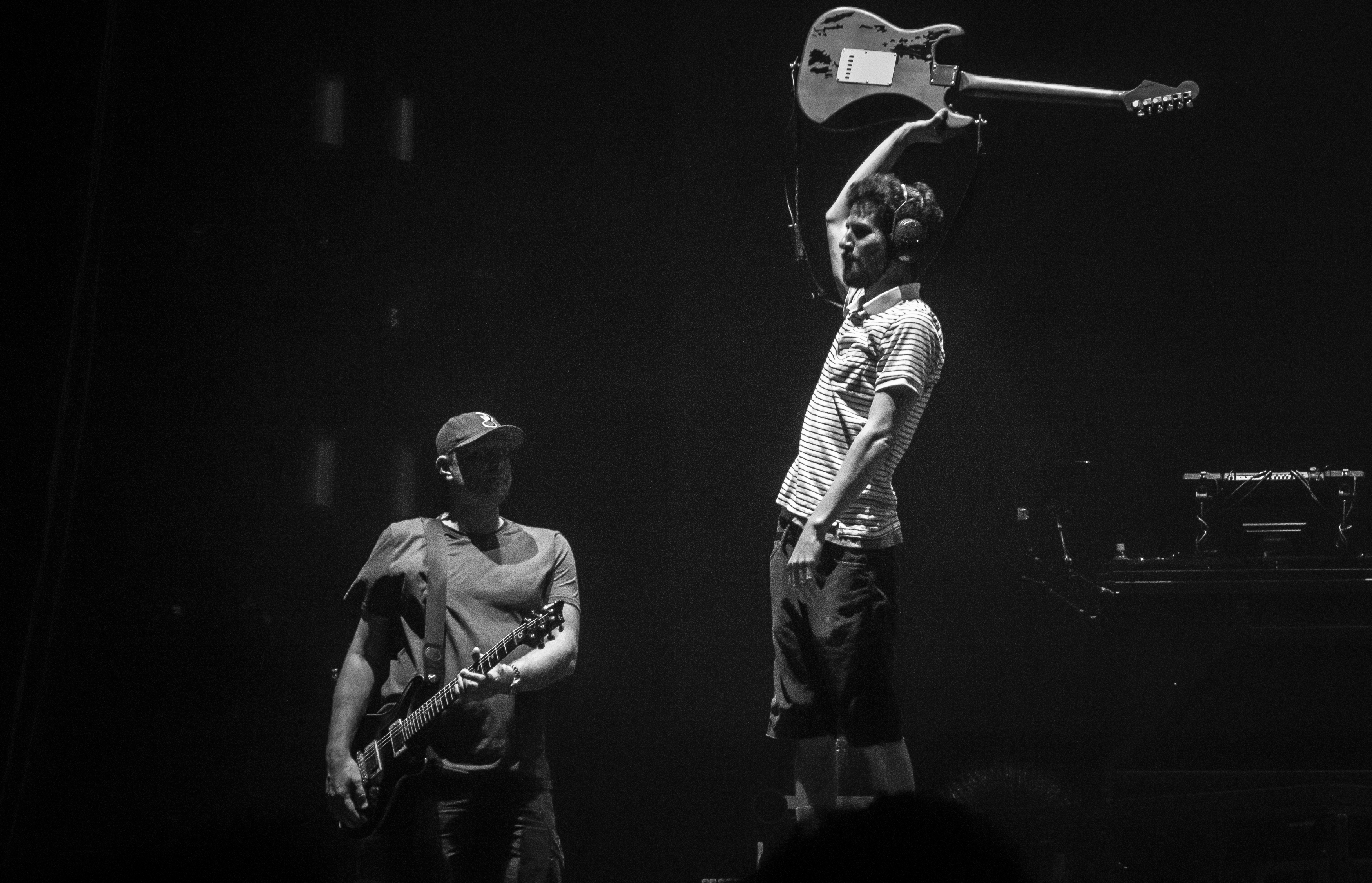
Zespół na festiwalu Soundwave w 2013 roku

Zespół przez dłuższy czas pozostawał w konflikcie z 45. prezydentem Stanów Zjednoczonych, Donaldem Trumpem.
W 2018 roku Dan Scavino na Twitterze opublikował film z wiecu wyborczego Donalda Trumpa z coverem piosenki „One More Light”, który został przekazany ówczesnemu prezydentowi Stanów Zjednoczonych. Oficjalny profil Linkin Park odpowiedział:
Linkin Park nie popierał i nie popiera Trumpa ani nie upoważnia jego organizacji do korzystania z naszej muzyki.
18 lipca film został skasowany.
Podczas kampanii prezydenckiej w 2020 roku Trump udostępnił na swoim koncie w serwisie Twitter nagranie wykonane przez jednego ze swoich fanów będące wyrazem wsparcia dla niego. W tle nagrania użyto utworu „In the End”, na co zespół zareagował grożąc pozwem sądowym. Materiał został przez prezydenta usunięty.
Jeszcze za życia Chester Bennington opublikował w serwisie Twitter wpis w którym określił Trumpa mianem zagrożenia większego od terroryzmu.

## Logo zespołu
| Logo | Okres obowiązywania                            |
| ---- | ---------------------------------------------- |
|      | logo zespołu Xero                              |
|      | logo zespołu Hybrid Theory                     |
|      | Hybrid Theory Meteora                          |
|      | Hybrid Theory Meteora                          |
|      | Minutes to Midnight                            |
|      | A Thousand Suns                                |
|      | Living Things                                  |
|      | The Hunting Party                              |
|      | One More Light                                 |
|      | logo zespołu po śmierci Chestera Benningtona   |
|      | logo zespołu po wznowieniu działalności w 2024 |

## Nagrody i wyróżnienia
| Rok  | Kategoria                                                              | Nagroda                                     | Nota      |
| ---- | ---------------------------------------------------------------------- | ------------------------------------------- | --------- |
| 2018 | Najlepszy Rockowy Utwór Heavy                                          | Billboard Music Awards                      | Nominacja |
| 2018 | Najlepszy Rockowy Album One More Light                                 | Billboard Music Awards                      | Nominacja |
| 2018 | Najlepszy Rockowy Artysta                                              | Billboard Music Awards                      | Nominacja |
| 2018 | Najlepszy rockowy teledysk One More Light                              | MTV Video Music Awards                      | Nominacja |
| 2018 | Rockowy album roku One More Light                                      | iHeartRadio Music Awards                    | Laureat   |
| 2017 | Ulubiony Artysta Alternatywnego Rocka                                  | American Music Awards                       | Laureat   |
| 2017 | Najlepszy wokalista (Chester Bennington)                               | Loudwire Music Awards                       | Laureat   |
| 2015 | Najlepszy Międzynarodowy Zespół                                        | Echo Awards                                 | Nominacja |
| 2014 | Najlepszy rockowy teledysk Until It’s Gone                             | MTV Video Music Awards                      | Nominacja |
| 2014 | Najlepszy wykonawca w serii MTV World Stage                            | MTV Europe Music Awards                     | Nominacja |
| 2014 | Najlepszy Wykonawca Rockowy                                            | MTV Europe Music Awards                     | Laureat   |
| 2013 | Ulubiony Zespół                                                        | People’s Choice Awards                      | Nominacja |
| 2013 | Najlepszy Międzynarodowy Zespół                                        | Echo Awards                                 | Laureat   |
| 2012 | Najlepsze efekty specjalne Burn It Down                                | MTV Video Music Awards                      | Nominacja |
| 2012 | Najlepszy rockowy teledysk Burn It Down                                | MTV Video Music Awards                      | Nominacja |
| 2012 | Ulubiony Zespół                                                        | People’s Choice Awards                      | Nominacja |
| 2012 | Najlepszy utwór w grze Castle Of Glass                                 | Spike Video Game Awards                     | Nominacja |
| 2012 | Najlepszy północnoamerykański artysta                                  | MTV Europe Music Awards                     | Nominacja |
| 2012 | Najlepszy Wykonawca Rockowy                                            | MTV Europe Music Awards                     | Laureat   |
| 2012 | Ulubiony Artysta Alternatywnego Rocka                                  | American Music Awards                       | Laureat   |
| 2011 | Ulubiony Zespół                                                        | People’s Choice Awards                      | Nominacja |
| 2011 | Najlepszy Międzynarodowy Zespół                                        | Echo Awards                                 | Laureat   |
| 2011 | Najlepszy utwór w grze wideo Blackout                                  | MTV Game Awards                             | Laureat   |
| 2011 | Najlepsze efekty specjalne Waiting For The End                         | MTV Video Music Awards                      | Nominacja |
| 2011 | Najlepszy wykonawca w serii MTV World Stage                            | MTV Europe Music Awards                     | Nominacja |
| 2011 | Najlepszy Wykonawca Rockowy                                            | MTV Europe Music Awards                     | Laureat   |
| 2011 | Najlepszy Alternatywny Artysta                                         | Billboard Music Awards                      | Nominacja |
| 2011 | Najlepszy Rockowy Artysta                                              | Billboard Music Awards                      | Nominacja |
| 2011 | Najlepsza Grupa                                                        | Billboard Music Awards                      | Nominacja |
| 2010 | Najlepszy Wykonawca Koncertowy                                         | MTV Europe Music Awards                     | Laureat   |
| 2010 | Najlepszy wykonawca rockowy                                            | MTV Europe Music Awards                     | Nominacja |
| 2010 | Najlepsze Wykonanie Zespołowe Hard Rock                                | Grammy                                      | Nominacja |
| 2009 | Najlepszy wykonawca rockowy                                            | MTV Europe Music Awards                     | Nominacja |
| 2009 | Najlepszy wykonawca w serii MTV World Stage                            | MTV Europe Music Awards                     | Laureat   |
| 2009 | Najlepszy zespół                                                       | Kids Choice Awards                          | Nominacja |
| 2008 | Najlepszy alternatywny wykonawca                                       | American Music Awards                       | Laureat   |
| 2008 | Najlepszy zespół rockowy                                               | MTV Europe Music Awards                     | Nominacja |
| 2008 | Najlepszy występ na żywo                                               | MTV Europe Music Awards                     | Nominacja |
| 2008 | Najlepsze efekty specjalne Shadow of the Day                           | MTV Europe Music Awards                     | Nominacja |
| 2008 | Najlepszy reżyser Shadow of the Day                                    | MTV Europe Music Awards                     | Nominacja |
| 2008 | Najlepszy teledysk rockowy Shadow of the Day                           | MTV Europe Music Awards                     | Laureat   |
| 2008 | Najlepszy zagraniczny zespół                                           | MTV Asia Awards                             | Laureat   |
| 2007 | Najlepszy album Minutes To Midnight                                    | MTV Europe Music Awards                     | Nominacja |
| 2007 | Najlepszy zespół rockowy                                               | MTV Europe Music Awards                     | Nominacja |
| 2007 | Najlepszy zespół                                                       | MTV Europe Music Awards                     | Laureat   |
| 2007 | Ulubiony artysta                                                       | American Music Awards                       | Laureat   |
| 2007 | World’s Best Selling Rock Group                                        | World Music Awards                          | Laureat   |
| 2006 | Najlepsza współpraca Numb/Encore                                       | Grammy                                      | Laureat   |
| 2006 | Najlepszy album Numb/Encore                                            | Grammy                                      | Nominacja |
| 2004 | Wybór widzów Breaking the Habit                                        | MTV Video Muisc Awards                      | Laureat   |
| 2004 | Najlepszy zespół rockowy                                               | MTV Europe Music Awards                     | Laureat   |
| 2004 | Najlepszy Teledysk Somewhere I Belong                                  | MTV Asia Awards                             | Laureat   |
| 2003 | Najlepszy teledysk Pts.Of.Athrty                                       | MTV Asia Awards                             | Laureat   |
| 2003 | Najlepszy zespół rockowy                                               | MTV Asia Awards                             | Laureat   |
| 2002 | Najlepszy zagraniczny teledysk In the End                              | MTV Brazil Awards                           | Laureat   |
| 2002 | Najlepszy zagraniczny artysta                                          | Emma                                        | Laureat   |
| 2002 | Najlepszy hard rock                                                    | Swedish Hit Music Awards                    | Laureat   |
| 2002 | teledysk rockowy In the End                                            | MTV U.S Awards                              | Laureat   |
| 2002 | International Hitmaker                                                 | Clear Top 10 Awards                         | Laureat   |
| 2002 | Ulubiony zespół Alternative                                            | MTV American Music Awards                   | Nominacja |
| 2002 | Ulubiony pop/rock band                                                 | MTV American Music Awards                   | Nominacja |
| 2002 | Ulubiony Rockowy Artysta                                               | MTV Asia Awards                             | Laureat   |
| 2002 | Ulubiony Teledysk Pts.Of Athrty                                        | MTV Asia Awards                             | Laureat   |
| 2002 | Najlepszy Zespół                                                       | MTV Europe Music Awards                     | Laureat   |
| 2002 | Najlepszy Zespół / Artysta Hard Rock                                   | MTV Europe Music Awards                     | Laureat   |
| 2002 | Najlepszy Artysta – Nowe Media                                         | MTV Europe Music Awards                     | Nominacja |
| 2002 | Najlepszy Artysta (Zespół) Rockowy                                     | MTV Latino Music Awards                     | Nominacja |
| 2002 | Najlepszy Nowy Artysta (Zespół)                                        | MTV Latino Music Awards                     | Nominacja |
| 2002 | Najlepszy teledysk rockowy In the End                                  | MTV Video Music Awards                      | Laureat   |
| 2002 | Najlepszy teledysk roku In the End                                     | MTV Video Music Awards                      | Nominacja |
| 2002 | Najlepszy teledysk grupy In the End                                    | MTV Video Music Awards                      | Nominacja |
| 2002 | Najlepiej sprzedający się artysta świata (World’s Best Selling Artist) | World Music Awards                          | Nominacja |
| 2002 | Najlepszy zagraniczny wykonawca Nu-Metal/Alternative                   | MTV Germany Echo Awards                     | Laureat   |
| 2002 | Najlepszy zagraniczny debiut                                           | MTV Germany Echo Awards                     | Nominacja |
| 2002 | Najlepszy hard-rockowy występ Crawling                                 | Grammy                                      | Laureat   |
| 2002 | Najlepszy rockowy album Hybrid Theory                                  | Grammy                                      | Nominacja |
| 2002 | Najlepszy debiut roku                                                  | Grammy                                      | Nominacja |
| 2002 | Najlepszy debiut                                                       | NME.com Carling Awards                      | Nominacja |
| 2002 | Najlepszy zespół rockowo-metalowy                                      | NME.com Carling Awards                      | Nominacja |
| 2002 | Najlepszy występ na żywo                                               | NME.com Carling Awards                      | Nominacja |
| 2002 | Najlepszy zagraniczny debiut                                           | Brit Awards                                 | Nominacja |
| 2002 | Najlepszy występ rockowy                                               | First Annual MTV Asia Awards                | Nominacja |
| 2002 | Najlepszy zagraniczny debiut                                           | First Annual MTV Asia Awards                | Laureat   |
| 2002 | Najlepszy alternatywny zespół, duet, wykonawca                         | American Music Awards                       | Nominacja |
| 2002 | Najlepszy współczesny zespół rockowy                                   | Billboard Music Awards                      | Laureat   |
| 2002 | Najlepszy zespół rockowy                                               | Billboard Music Awards                      | Nominacja |
| 2002 | Najlepszy debiut roku                                                  | Billboard Music Awards                      | Nominacja |
| 2001 | Najlepszy zagraniczny debiut                                           | Kerrang! Awards                             | Laureat   |
| 2001 | Najlepszy zespół metalowo-hardrockowy                                  | Rolling Stone Magazine’s RS Awards for 2001 | Laureat   |
| 2001 | Najlepszy zespół rockowy                                               | Rolling Stone Magazine’s RS Awards for 2001 | Nominacja |
| 2001 | Najlepszy zespół                                                       | Rockbjörnen                                 | Laureat   |
| 2001 | Najlepszy album                                                        | Rockbjörnen                                 | Laureat   |
| 2001 | Najlepszy nowy artysta zagraniczny                                     | BLITZ Awards                                | Laureat   |

## Ciekawostki
- Mark Wakefield, pierwszy wokalista zespołu, jest autorem okładki słynnego albumu Toxicity zespołu System of a Down[489].
- Chester Bennington bardzo nie lubił piosenki „In the End”, która stała się wielkim przebojem grupy. Nie chciał, by znalazła się nawet na albumie Hybrid Theory[490]. Przyznawał też, że nienawidzi nu metalu[491].
- Ulubioną piosenką Linkin Park Mike’a Shinody jest „Waiting for the End”[492], a Chestera Benningtona była „Breaking the Habit”[493].
- Równolegle z karierą muzyczną Mr. Hahn działa w branży filmowej. Odpowiadał za efekty specjalne do takich produkcji jak Diuna, czy Z archiwum X[494]. W 2019 roku został natomiast jurorem w popularnym południowokoreańskim teleturnieju Superband[495].
- Kyle Christner, były basista zespołu udziela obecnie lekcji gry na basie, prowadząc małą szkółkę Kyle Christner Bass Lessons[496].
- Majątek Bourdona wyceniany jest na 20 milionów dolarów[497], Delsona na 45 milionów[498], Mr. Hahna na 25 milionów[499], Shinody na 65 milionów[500], a majątek Benningtona w chwili jego śmierci wart był 30 milionów[501]. Majątek Phoenixa pozostaje nieznany, niektóre publikacje wyceniają go na od 1 do 5 milionów[502], podczas gdy inne mówią nawet o 205 milionach[503].
- W 2002 roku Mr. Hahn został pierwszym Koreańczykiem, który otrzymał nagrodę Grammy (za utwór „Crawling”)[504].
- Przez wszystkie lata swojej działalności zespół dał 632 koncerty[505].